# Skalník (Cotoneaster)
Skalník (Cotoneaster) je rod dřevin z čeledi růžovitých. Jsou to stálezelené nebo opadavé beztrnné keře, méně často i malé vícekmenné stromy s jednoduchými celokrajnými listy, drobnými pětičetnými květy a nejčastěji červenými plody – malvicemi. Rod je taxonomicky složitý, v různých pojetích zahrnuje cca 250–400 převážně apomiktických druhů rostoucích v palearktické oblasti severní polokoule, tedy v Evropě, Asii a severní Africe. Jejich největší druhové bohatství je v Číně a Himálaji, mnoho jich roste též v horách Střední Asie. V Evropě se vyskytují ve Středomoří a v širokém areálu mírného pásu včetně střední Evropy. Zavlečeny lidskou činností byly však již na všechny kontinenty s výjimkou Antarktidy a na mnoha místech jsou považovány za nepříjemné invazní druhy. 
Většina skalníků obývá keřové patro smíšených horských lesů, světlé teplomilné doubravy či bory, lesostepi, křovinaté stráně, lesní pláště, ale též osluněné skalní výchozy a kaňony řek. Hojné jsou rovněž v člověkem vytvářených biotopech. Vysokohorské druhy s přitisklým habitem zasahují v Himálaji a Tibetu až do nadmořských výšek přes 4500 m. V Česku jsou původní skalník celokrajný a skalník černoplodý, které zde patří k vzácným až ohroženým druhům. Řada pěstovaných taxonů, především skalník rozkladitý, v české krajině více či méně intenzivně zplaňuje. 
Skalníky patří k velice často pěstovaným okrasným dřevinám s nízkými nároky a univerzálním využitím, které sahá od parkových a zahradních solitér přes skupinové výsadby, větrolamy a živé ploty až po skalky, půdopokryvné výsadby, mobilní zeleň či bonsaje. Hlavním zdrojem jejich estetického účinku jsou listy, u některých druhů květy, a především bohatá násada barevných, pro člověka však nejedlých plodů. Patří k výborným medonosným rostlinám a jejich plody se živí ptactvo. V asijských zemích jsou mnohé druhy součástí tradiční lidové medicíny.

## Popis

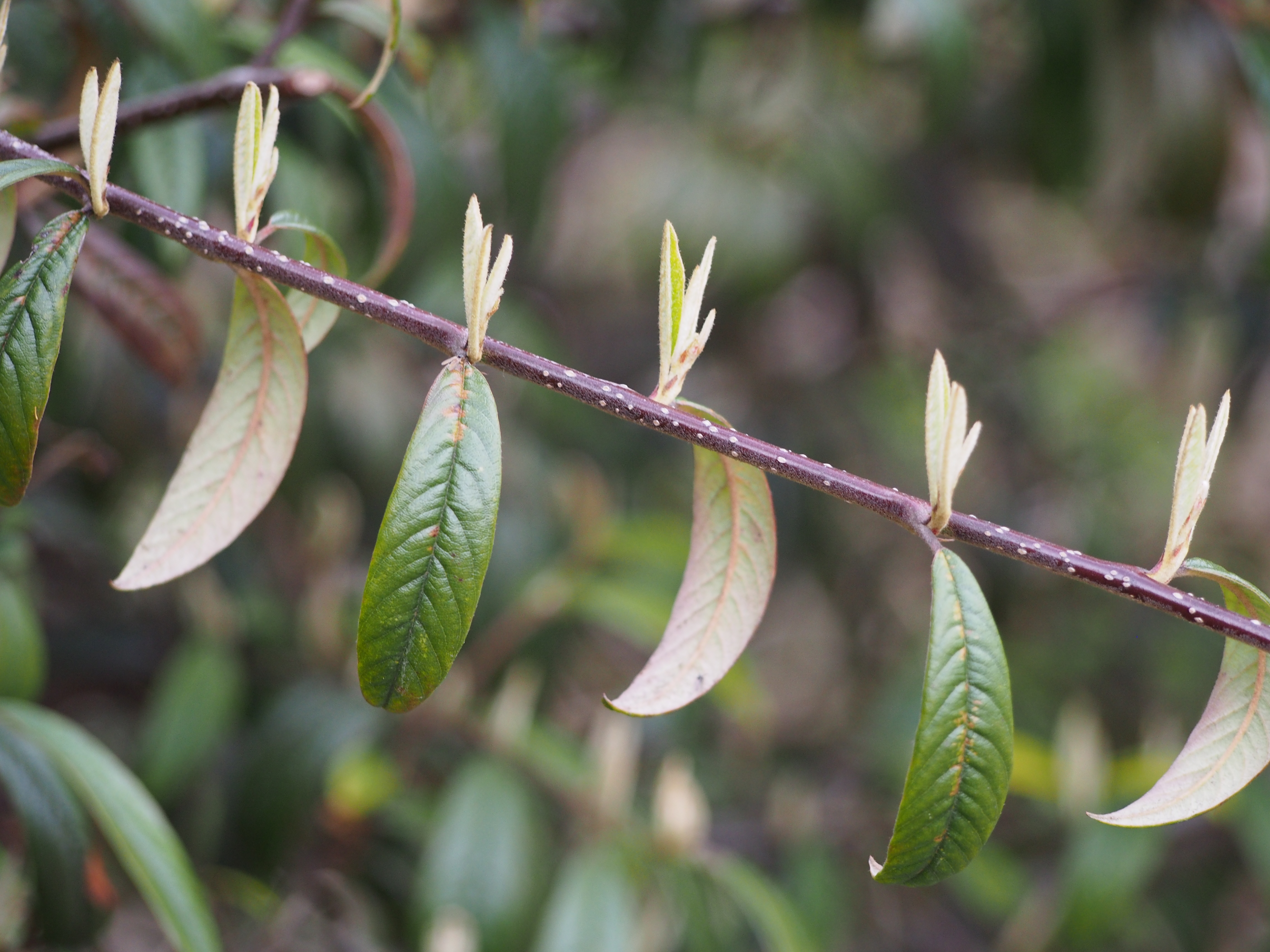
Větévka stálezeleného skalníku vrbolistého se starými a čerstvě rašícími listy; všimněte si též nápadných lenticel

### Vegetativní orgány a vzrůst
Jedná se o vzrůstově spíše menší, bohatě větvené, stálezelené nebo opadavé dřeviny. Nemají trny. Většina druhů jsou keře vzpřímeného nebo poléhavého vzrůstu, několik zástupců jsou i malé, maximálně 15–18 m vysoké, často vícekmenné stromy (např. Cotoneaster frigidus a další druhy převážně z temperátních až laurofylních lesů). Vysokohorské druhy jsou habitu plazivého až k zemi přitisklého, jejich větve někdy ve styku se zemí zakořeňují. Kořenový systém je spíše povrchový, dobře přizpůsobený konkrétnímu stanovišti.
Skalníky mají dvojí typ větviček: prodlužovací, které zajišťují růst, a zkrácené, nesoucí květy a plody. Větve vyrůstají ve šroubovici, nebo dvojřadě, u některých druhů formují charakteristickou strukturu „rybí kostry“. V kůře jsou mnohdy nápadné lenticely. Letorosty jsou obvykle chlupaté, u některých druhů posléze olysávající. Listy jsou vždy jednoduché a celokrajné, střídavě postavené, řapíkaté, se složenou vernací; jsou vejčitého, obvejčitého nebo kopinatého tvaru, papírovité nebo kožovité, hladké, nebo svraskalé s hluboce zařezanou žilnatinou, na povrchu lesklé nebo matné, na spodní straně často chlupaté. Podle druhu jsou 1–20 cm dlouhé a 0,5–10 cm široké, s opadavými palisty.

### Generativní orgány

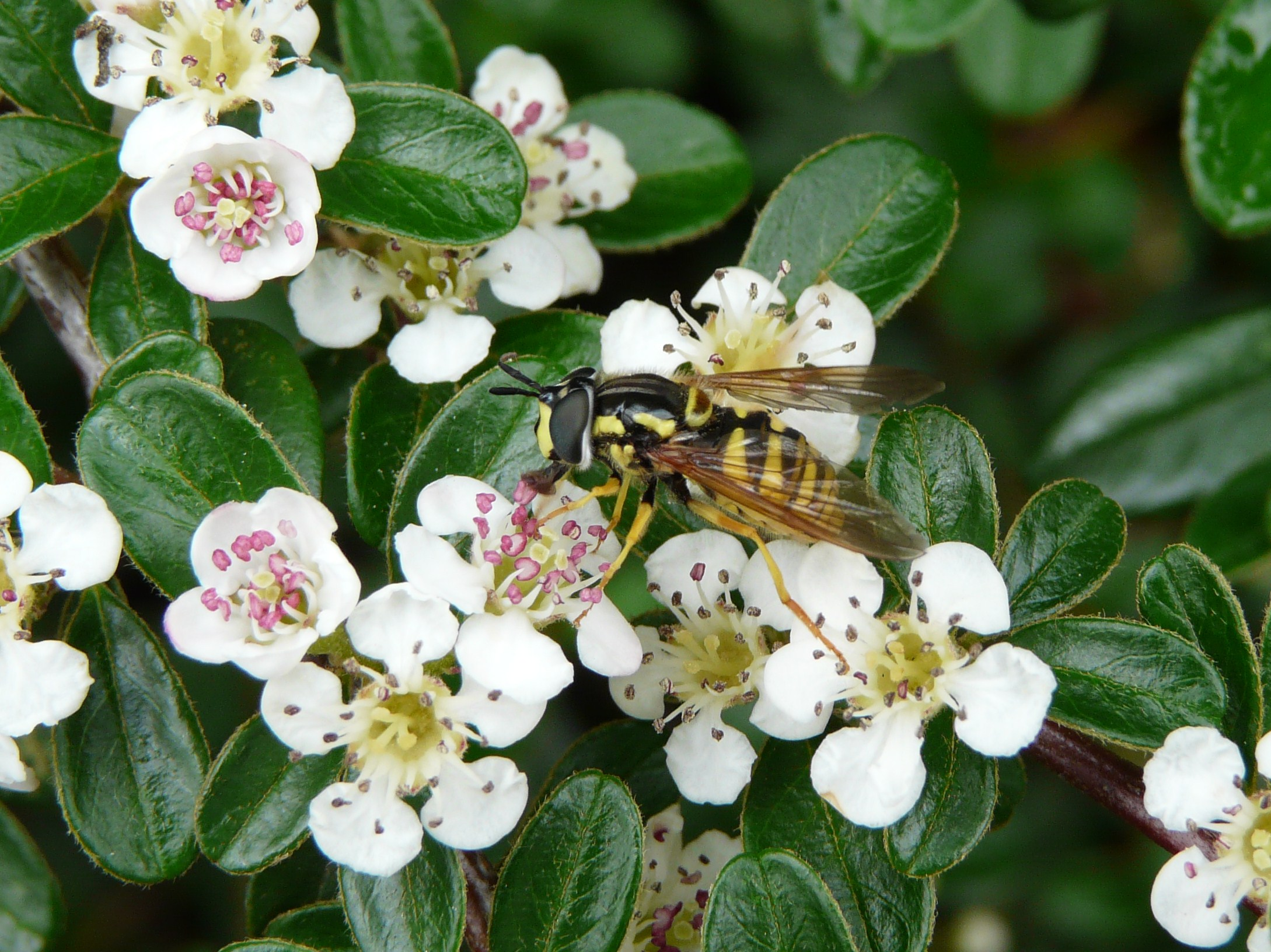
Květy skalníku podrodu Chaenopetalum

Květy skalníků jsou pětičetné, oboupohlavné a vyrůstají jednotlivě, po dvou či po třech a nebo v chudých či bohatých chocholících, vzpřímených nebo převislých. Okvětí je rozlišeno na kalich a korunu. Květní lůžko je zformováno v češuli (hypanthium), kališní cípy vytrvávají na plodu. Semeník je spodní. Čnělek pestíku je 1–5, stejně tak plodolistů; každý je se dvěma vajíčky, z nichž dozrává vždy pouze jedno. Tyčinek je dle druhu (7–)10–20, jejich prašníky a nitky mají bílou, nebo růžovou barvu. Na dně květu je prstencovité nektárium. Korunní plátky jsou volné, dvojího typu: v podrodu Chaenopetalum jsou obvykle čistě bílé, široce rozevřené, s průměrem květu až okolo 10 mm, v podrodu Cotoneaster jsou narůžovělé, čistě růžové nebo červené a směřují vpřed. Květy zapáchají podobně jako u jeřábu či hlohu trimethylaminem.
Plody jsou 5–15 mm velké červené, oranžové, fialové nebo černé malvice, kulovitého, vejčitého, obvejčitého nebo soudkovitého tvaru, s peckovitým endokarpem obsahujícím 1–5 semen. Pro člověka a domácí zvířectvo jsou nejedlé vzhledem k obsahu kyanogenních glykosidů, při požití většího množství plodů mohou působit mírně toxicky.
Základní počet chromozomů je 17. Převážná většina druhů jsou tetraploidi (vzácně i tri-, penta- či jiní polyploidi) hybridogenního původu, s plně či částečně apomiktickým způsobem rozmnožování; jen asi 10 % je diploidů, kteří se rozmnožují pohlavně a jsou schopni se též dál křížit.

## Rozšíření

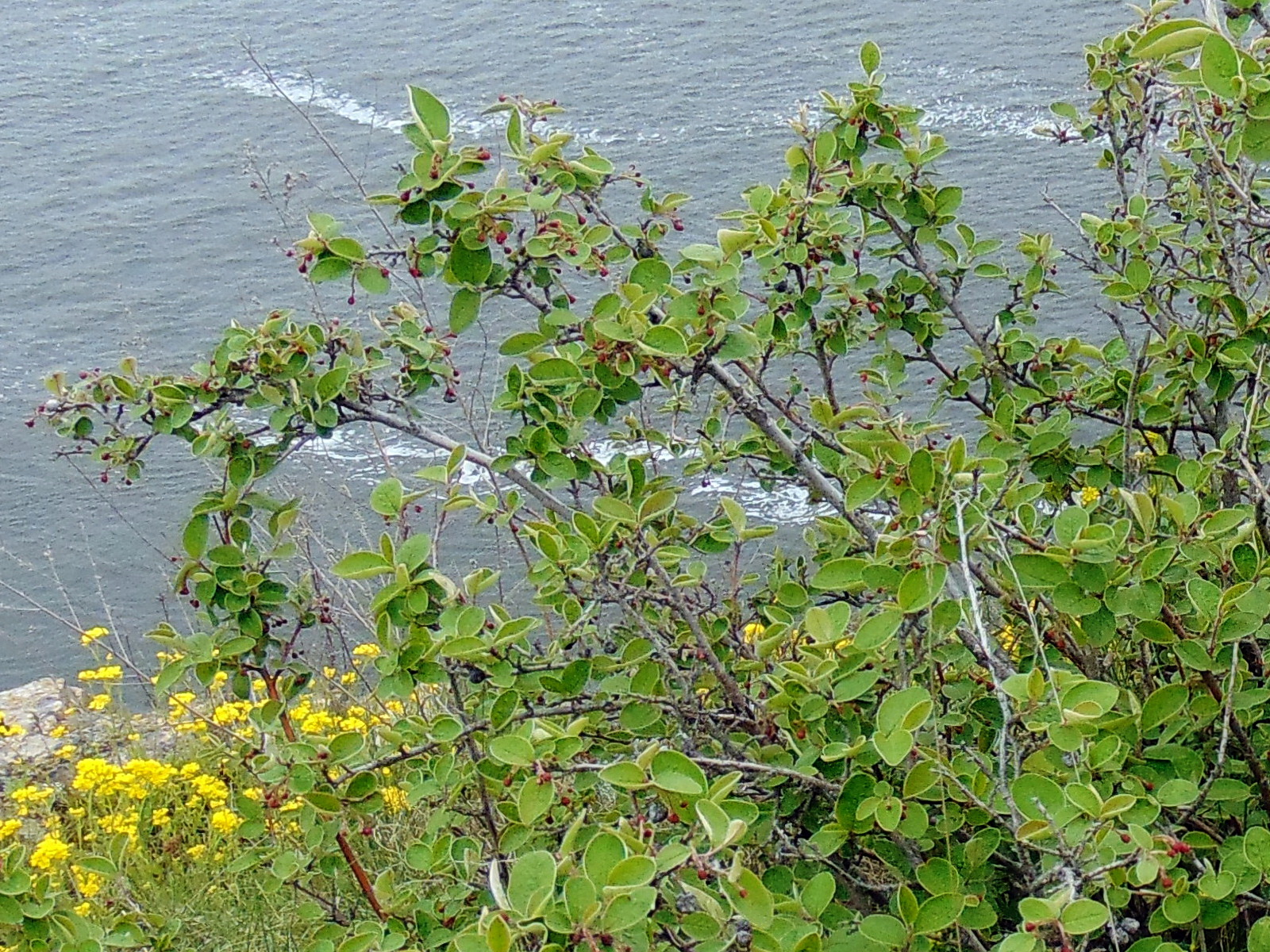
Skalník černoplodý v přírodě

Přirozený areál rozšíření rodu zahrnuje palearktickou oblast, kde se vyskytují od severní Afriky (pohoří Atlas) přes Evropu, Středomoří, Malou a Střední Asii, Kavkaz, Sibiř až po Čínu, Mongolsko a dálný východ Ruska. Na severu zasahují nejdále na poloostrov Kola, na jihu na Indický subkontinent (pohoří Nilgiri), do Indočíny a okrajově i do Eritreje, na východě pak na Korejský poloostrov a na Tchaj-wan. Centrem největší druhové diverzity je oblast východního Himálaje, jižního Tibetu a centrální Číny (provincie Kan-su, Chu-pej, Šen-si, S'-čchuan a Jün-nan), kde rod zřejmě prodělal evoluční radiaci. Jen v samotné Číně roste 59 druhů skalníků, z toho 37 endemických. Hojně se vyskytují též v horách Střední Asie (Pamíro-Alaj, Ťan Šan, Altaj). Přirozeně chybí v Japonsku a na Sachalinu. V Severní Americe, stejně jako v Austrálii, na Novém Zélandu či v subsaharské Africe se skalníky vyskytují pouze sekundárně, mnohé pěstované druhy zde zdomácněly.
Na řadě míst jsou zdomácnělé nepůvodní skalníky řazeny mezi invazní druhy z důvodu jejich snadného šíření ptactvem a značné konkurenční schopnosti. Například na Havaji je masivně rozšířen skalník suknovitý (Cotoneaster pannosus), v jižní Africe skalník sivolistý (Cotoneaster glaucophyllus), vícero druhů je považováno za invazní na Novém Zélandu nebo ve Velké Británii; problémem je zde zejména jejich intenzivní šíření v druhově bohatých vápencových územích nebo na vzácných písečných dunách. Jen ze západní Evropy je doposud udáváno více než 20 zplanělých druhů skalníků.

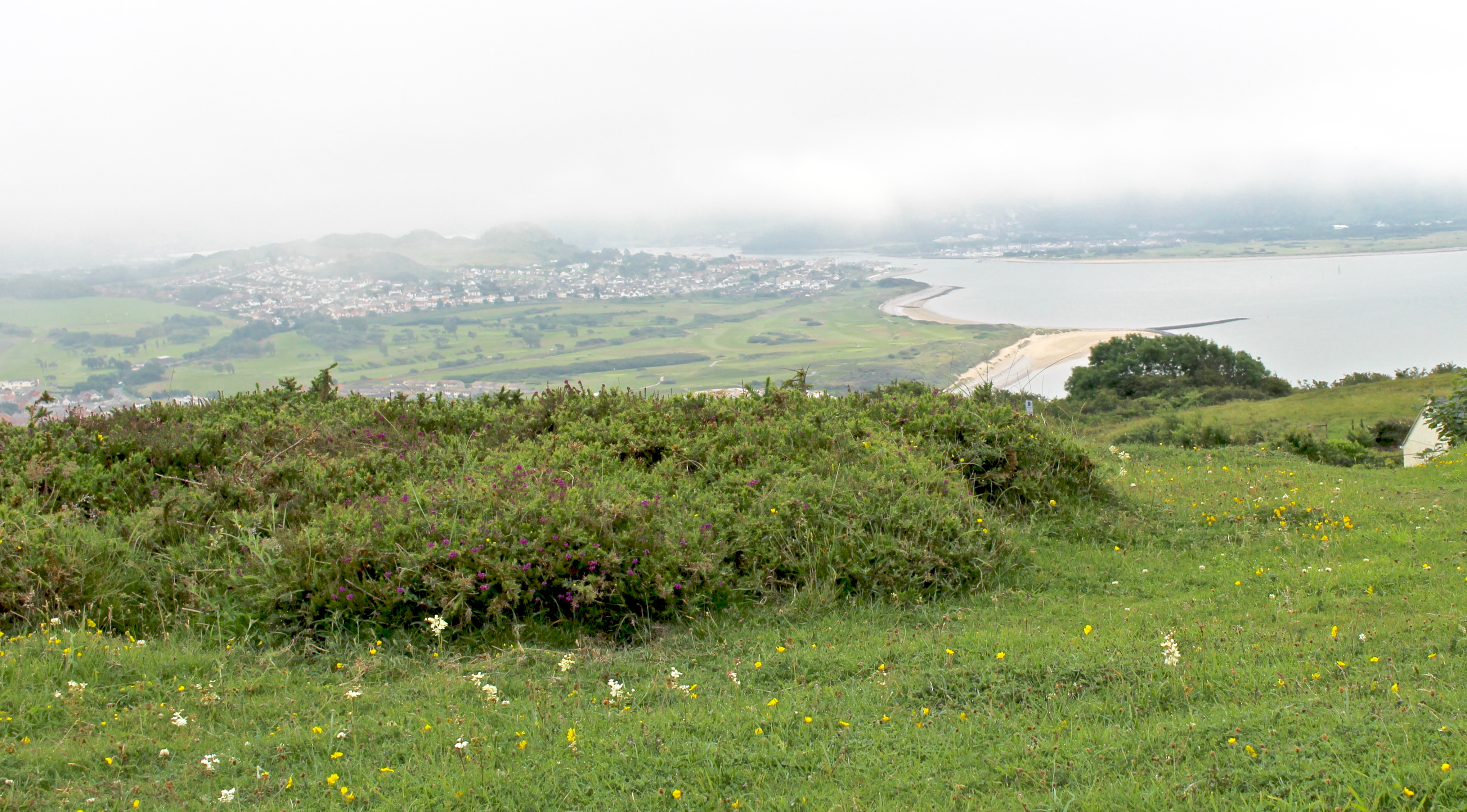
Populace druhu Cotoneaster cambricus, kriticky ohroženého endemita Walesu

### Evropská květena

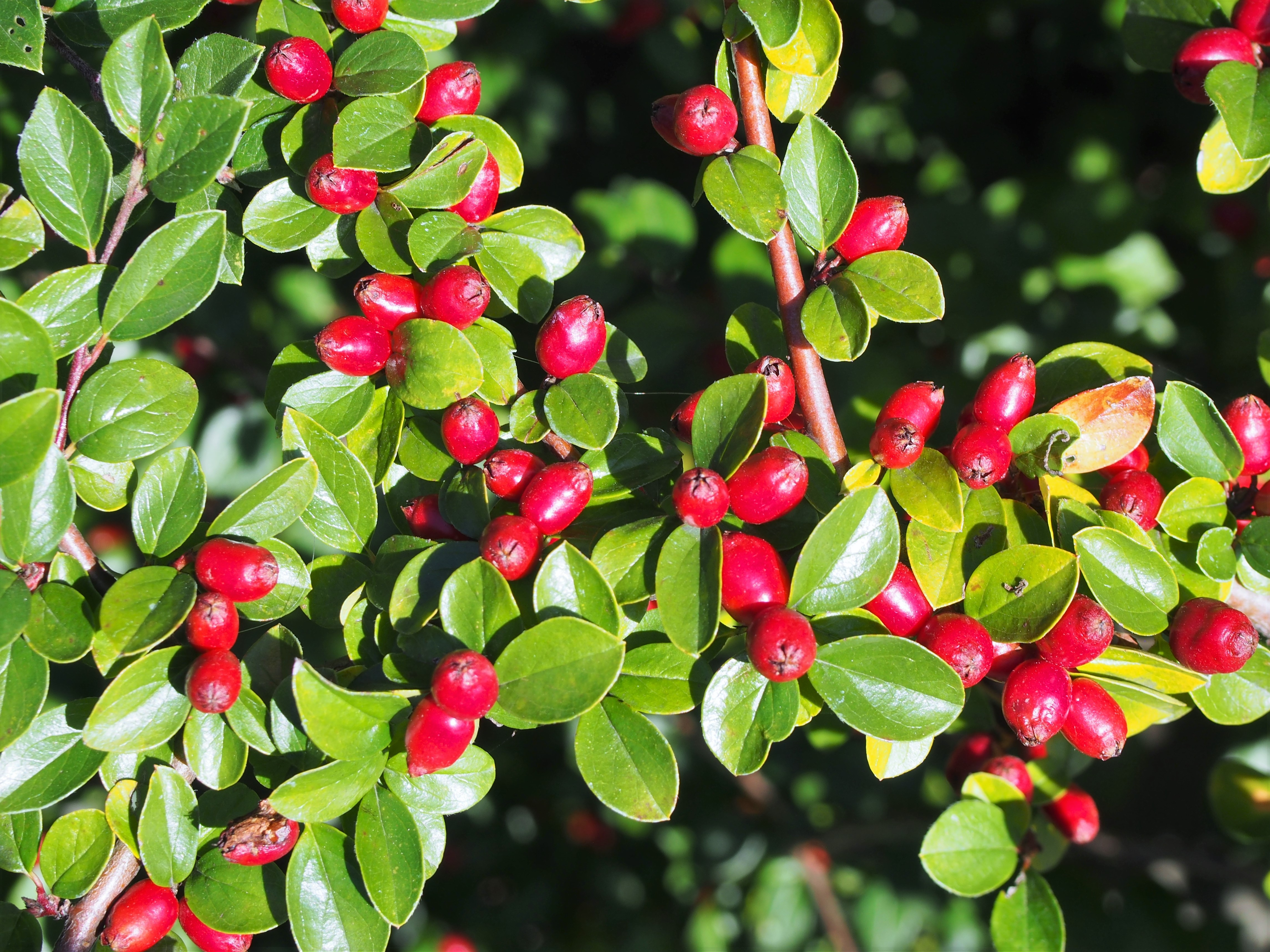
Skalník rozkladitý je nejčastěji zplaňující zástupce rodu v české přírodě

Největší areál z původních zástupců rodu má v Evropě skalník celokrajný (Cotoneaster integerrimus). Skalník černoplodý (Cotoneaster laxiflorus) roste ve východní a jihovýchodní Evropě, skalník plstnatý (C. tomentosus) obývá podhorský a horský vegetační stupeň Pyrenejí, Alp, Karpat a jihoevropských pohoří. Řada druhů ze sekce Cotoneaster (viz níže u taxonomického přehledu) se vyskytuje v Alpách, další v severní Evropě a Skandinávii. Zmínit lze rovněž kriticky ohrožený stenoendemit Cotoneaster cambricus, jehož veškerá populace roste na několika místech skalnatého pobřeží poloostrova Great Orme ve Walesu. V horách jižní Evropy a ve Středomoří pak roste také několik zástupců série Racemiflori, například Cotoneaster granatensis na jihu Španělska, k endemitům patří C. nebrodensis na Sicílii nebo C. creticus na Krétě. V Krymských horách a přilehlém okolí roste Cotoneaster tauricus. 

### Česká květena
V Česku jsou původní dva druhy: skalník celokrajný (Cotoneaster integerrimus) a skalník černoplodý (Cotoneaster laxiflorus, též jako C. melanocarpus). Vyskytují se roztroušeně na skalách, v skalnatých kaňonech velkých řek, nízkých výslunných křovinách a světlých lesích, převážně v termofytiku a vhodných polohách mezofytika; skalník černoplodý přitom pouze na Moravě. Oba jsou řazeny na Červený seznam ohrožených druhů ČR (v kategorii C4a, resp. C2r), zákonem zvláště chráněny však nejsou. Dále zde stejně jako jinde ve střední Evropě zplaňují některé pěstované druhy: v roce 2024 jich bylo oficiálně udáváno již 20. Z nich je zde již za zdomácnělý neofyt považován místy až velmi hojný skalník rozkladitý (Cotoneaster divaricatus), převážně v intravilánech a městské či příměstské zeleni se šíří též skalník mnohokvětý, skalník Fangův, skalník Hjelmqvistův a různé další druhy ze sérií Horizontales a Multiflori.

## Ekologie

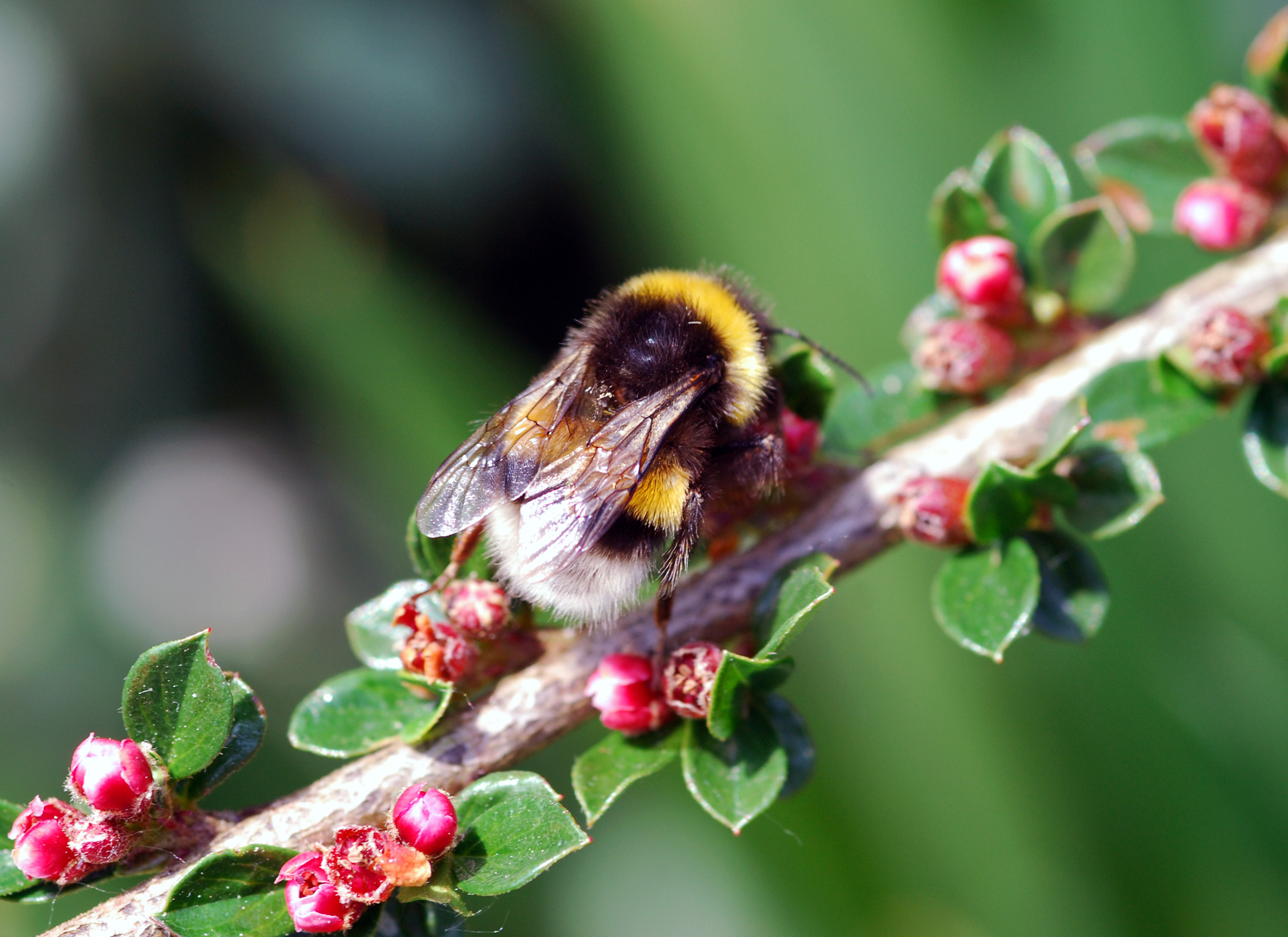
Květy podrodu Cotoneaster

Skalníky vesměs preferují dostatek slunce, stálezelené druhy rostou i v polostínu. Mají v oblibě propustné, sušší a bazičtější půdy, na živiny nejsou příliš náročné. Většina druhů obývá keřové patro smíšených horských a hemiboreálních lesů, ale též vlhké laurofylní lesy v Číně a Vietnamu, světlé teplomilné doubravy či bory, jiné vyrůstají v houštinách kolem vodních toků, na křovinatých stráních, v lesních pláštích, na osluněných skalních výchozech nebo v lesostepích. Vysokohorské druhy Himálaje a Tibetu s přitisklým habitem tvoří složku subalpínské a alpínské vegetace a zasahují zde do nadmořských výšek přes 4500 m. Mnohé druhy rostou též synantropně, jako součást sukcesních křovin na opuštěných plochách, polích, úhorech a ladech, podél cest, na opuštěných výsypkách, v ruderalizovaných lesoparcích a podobně.
Květy skalníků jsou hojně navštěvovány včelami, čmeláky a jiným opylujícím hmyzem, kterému nabízejí mnoho kvalitního nektaru a pylu; pyl je odnášen v šedohnědých rouskách. Zralé plody jsou ke konzumaci vyhledávány ptactvem (především drozdovitými, ale též hýly, brkoslavy nebo hrdličkami), které tak výrazně přispívá k šíření semen. Skalníky jsou vesměs odolné vůči zakouřenému průmyslovému prostředí, jsou dlouhověké, dobře snáší sucho i chlad a mnohé též seřezávání či okus, proto platí za oblíbené okrasné dřeviny. Listy slouží za potravu housenkám mnoha druhů motýlů, kořeny formují vztahy arbuskulární mykorhizy s houbami.

## Fylogeneze, taxonomie a systematika

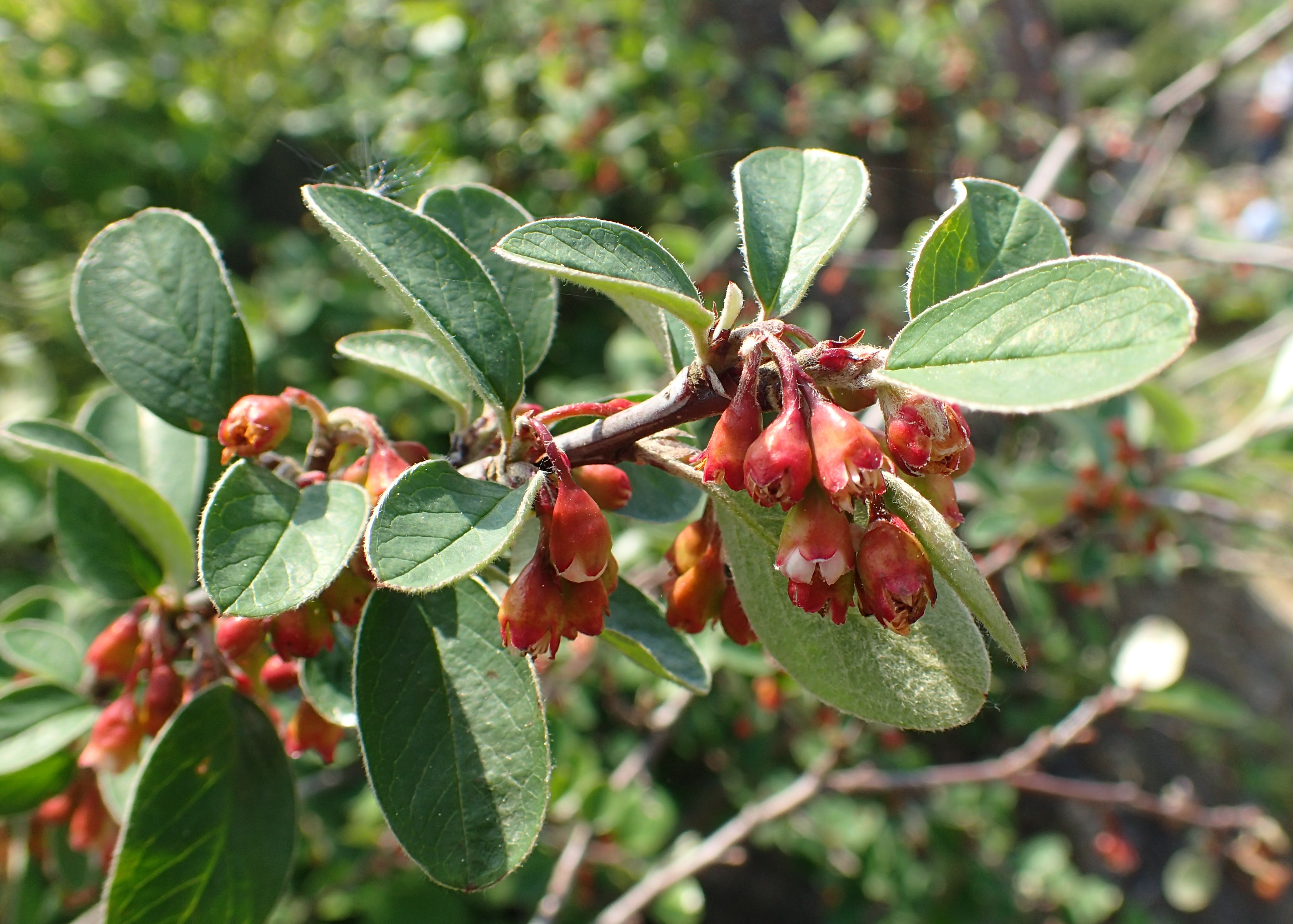
Skalník celokrajný – typový druh rodu

Rod patří v rámci čeledi růžovitých do podčeledi Amygdaloideae (resp. Spiraeoideae), tribu Pyreae (resp. Maleae) a subtribu Pyrinae zahrnujícího dřeviny s malvicemi. V dřívějších taxonomických systémech, např. ještě v Květeně ČSR, byl řazen do nyní již zrušené čeledi jabloňovité (Malaceae). Název Cotoneaster byl vytvořen z latinského slova cotoneum (kdoule) příponou -aster (připomínající něco). Typovým druhem je skalník celokrajný (Cotoneaster integerrimus), což je zároveň jediný druh, který popsal Carl Linné ve svém základním díle Species Plantarum, a to pod názvem Mespilus cotoneaster; do dnešního samostatného rodu jej vydělil Friedrich Kasimir Medikus roku 1789.
Systematika rodu je velmi složitá a obtížně zpracovatelná; stejně jako jeho blízce příbuzné rody patří ke kritickým taxonům vzhledem ke značné podobnosti mnohých druhů bez výrazných diferenčních znaků, což vede k notorickým záměnám a následně k mnoha chybným údajům v databázích. Celkový počet popisovaných druhů skalníků značně kolísá kvůli nejednoznačnému vymezení některých, zejména apomiktických taxonů; některé byly popsány pouze z exemplářů pěstovaných v kultuře, jejich přirozené populace jsou neznámé a kritickými zdroji nejsou uznávány. V širokém pojetí bývá uváděno jen 50–90 druhů, v úzkých pojetích až 400. Databáze Plants of the World uvádí 259 druhů včetně kříženců. Celkově je v oběhu více než 500 taxonomických názvů, které se mnohdy překrývají; zahradnická literatura, národní flóry a různé monografie se tak mohou i značně lišit co do nomenklatury a popisu jednotlivých taxonů. Známých hybridů je v rámci rodu jen malé množství; existuje však i kříženec mezirodový mezi skalníkem černoplodým a jeřábem sibiřským (Sorbus aucuparia subsp. sibirica), nazývaný jeřáboskalník (×Sorbocotoneaster).
Za skalníkům nejbližší příbuzný rod byl dlouho považován hloh (Crataegus), v jiných studiích také hlohyně (Pyracantha), jabloň (Malus) či jeřáb (Sorbus). V aktuálnějších zdrojích jsou coby sesterská skupina kladeny rody blýskalka (Photinia), stranvésie (Stranvesia) a Chamaemeles, případně také lokvát (Eriobotrya, Rhaphiolepis). Evoluční vydělení rodu se datuje patrně do období eocénu, diferenciace jednotlivých druhů pak probíhala od středního oligocénu.

## Přehled rodu
Klasifikace převzata podle monografie Cotoneasters autorů Jeanette Fryer a Bertil Hylmö, která však nicméně není přijímána ve všech zdrojích zcela bez výhrad, především kvůli množství popisovaných taxonů. Rod je zde dělen do dvou podrodů, 11 sekcí a 37 sérií, které však přesně neodpovídají hlavním fylogenetickým větvím zjištěným pomocí chloroplastové DNA. České názvy jsou ze stránek BioLib a profilového článku Velebil et al. (2024).

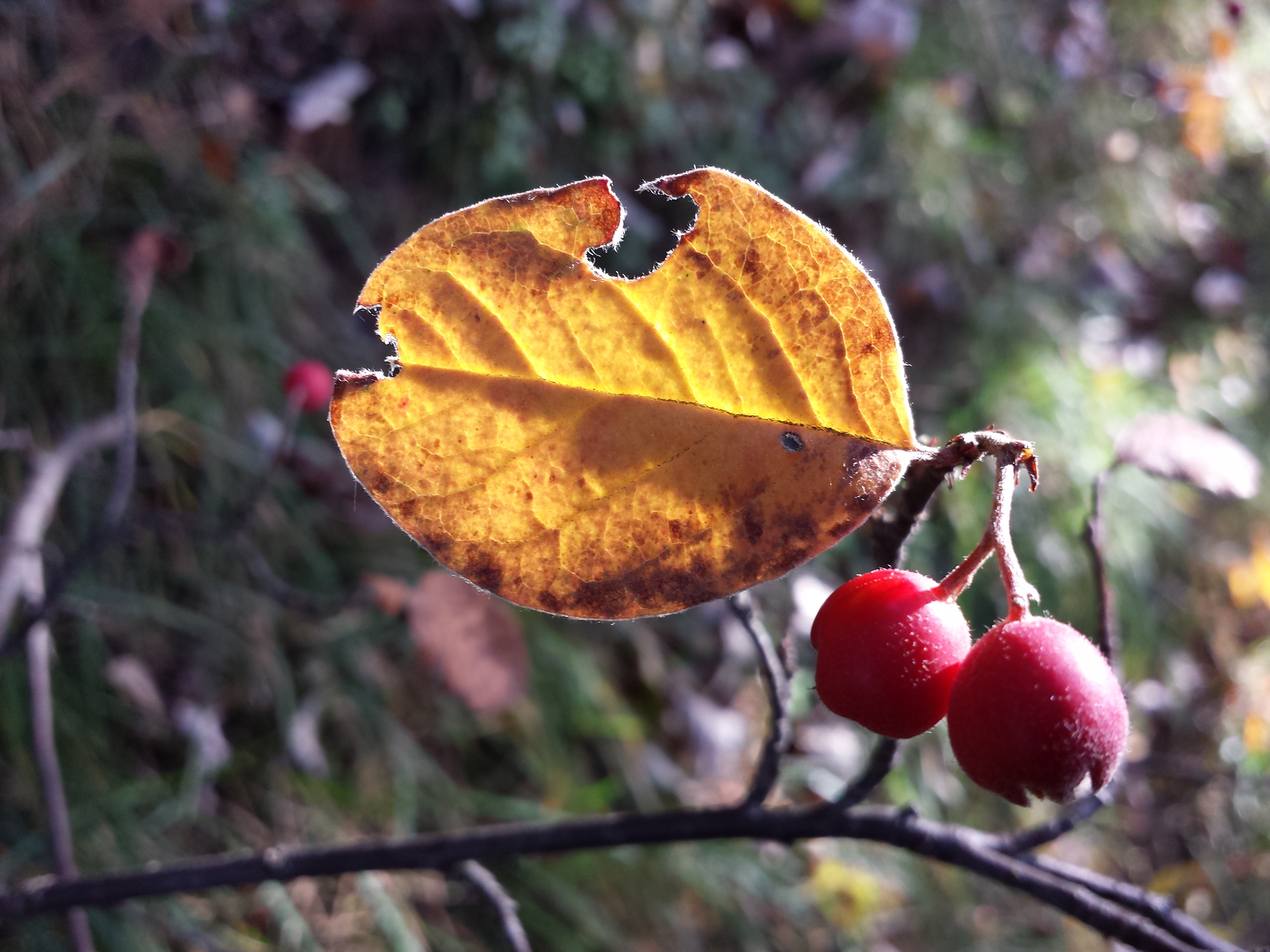
Skalník plstnatý na podzim (sekce Cotoneaster, serie Tomentosi)

### PodrodCotoneaster

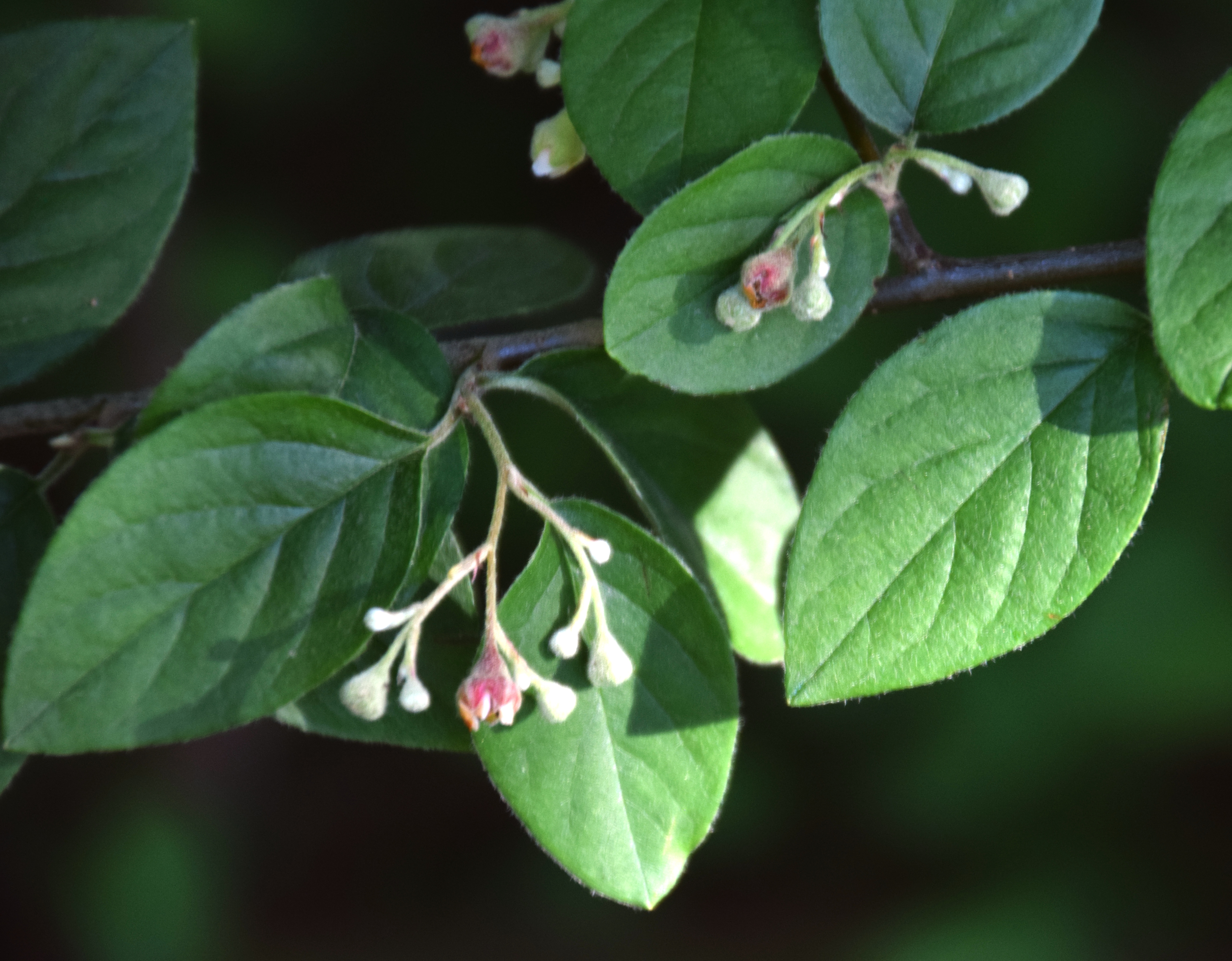
Skalník Zabelův (sekce Cotoneaster, serie Zabelioides)

Převážně opadavé či poloopadavé keře (stálezelené pouze v malé sekci Rokujodaisanense). Květy v chudých chocholících rozkvétají postupně, jejich korunní plátky jsou narůžovělé, růžové nebo červené a směřující vpřed.
Sekce Cotoneaster
Opadavé keře se vzpřímenými či obloukovitými větvemi a často až plstnatě chlupatými letorosty, listy i plody, které jsou červené, v sériích Melanocarpi, Ignavi a dalších též purpurově fialové a černé. Veliký areál zahrnující většinu Evropy, Kavkazu až po centrální Sibiř, pouze série Zabelioides v Číně a východní Asii. Složitá skupina se značným množstvím popsaných plně či částečně apomiktických taxonů, často endemitů malých území.
- skalník celokrajný (Cotoneaster integerrimus) – Evropa, Malá a Střední Asie, Čína
- skalník černoplodý (Cotoneaster laxiflorus) – střední, severní a východní Evropa, Kavkaz, Sibiř, Dálný východ a Čína; kritický taxon[31]
- skalník černý (Cotoneaster niger) – severní Evropa, často zaměňován či slučován s předchozím; mnoho regionálních synonym
- skalník plstnatý (Cotoneaster tomentosus) – převážně pohoří střední, jižní a jihovýchodní Evropy, přední Asie, Kavkaz
- skalník alaunský (Cotoneaster alaunicus) – severní Kavkaz a přilehlý jih Ruska; údaje o tomto druhu z Česka nejsou potvrzeny a obecně přijímány[31]
- skalník arménský (Cotoneaster armenus) – Írán, Arménie
- skalník jednokvětý (Cotoneaster uniflorus) – Střední Asie, západní Sibiř
- skalník Fangův (Cotoneaster fangianus) – Čína, adventivně udáván ze západní Evropy[32] i z ČR[15]
- skalník Kitaibelův (Cotoneaster kitaibelii) – Čína
- skalník Zabelův (Cotoneaster zabelii) – východní Čína; šíří se též v ČR[33]

Sekce Adpressi

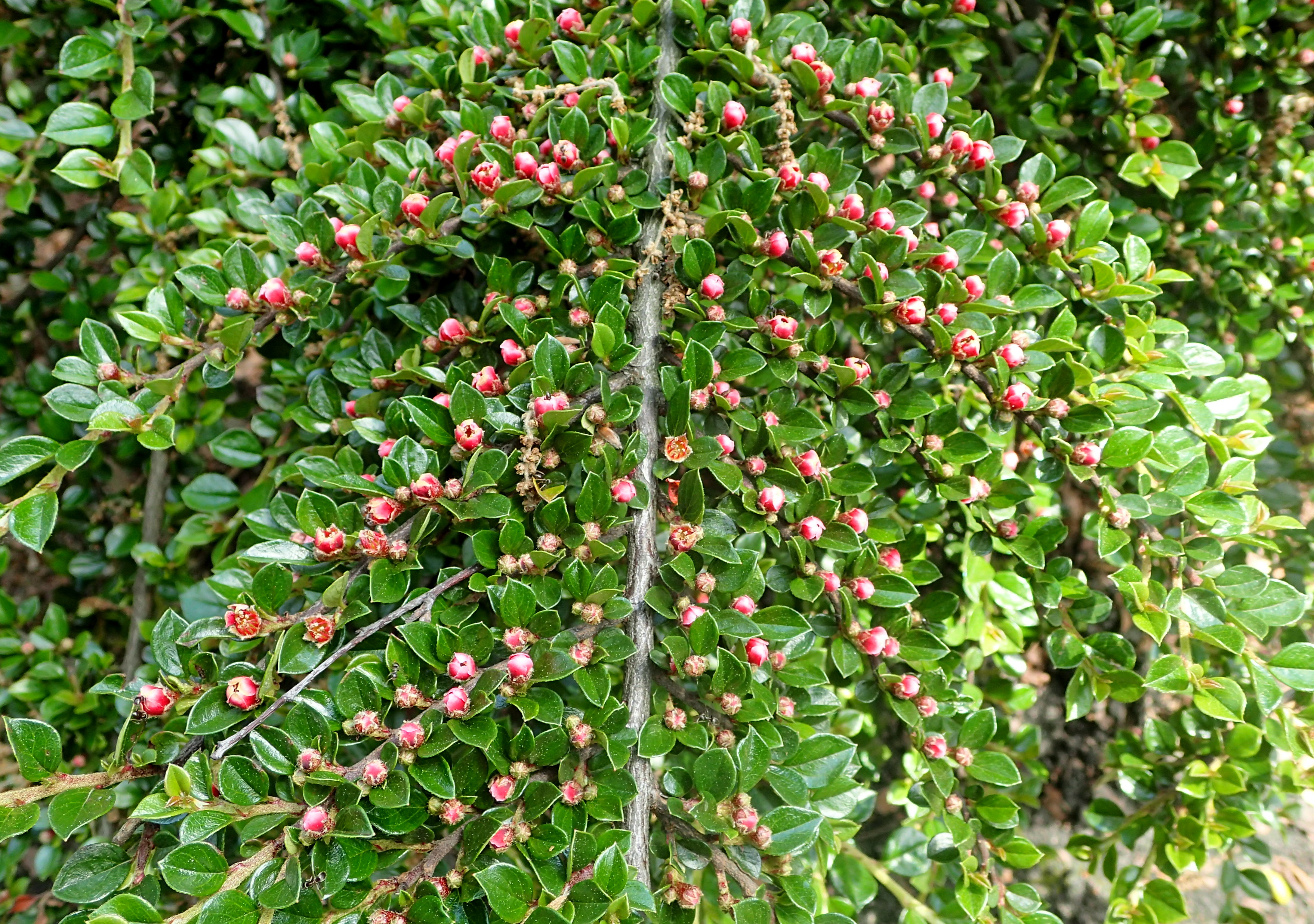
Typická větev skalníku ze série Horizontales

Nízké až středně vysoké keře, někdy s bradavčitými větvemi, opadavé či poloopadavé, hustě či řídce zavětvené, často s typickou větevní strukturou „rybí kostry“ a nápadným podzimním zbarvením listů. Poléhavé větve některých druhů (serie Adpressi) zakořeňují. Množství až na výjimky apomiktických druhů převážně z Číny a přilehlých oblastí, kde rostou v nejrůznějších biotopech, často až vysoko do hor. Ve střední Evropě jsou tyto skalníky velmi hojně pěstovány, řada druhů (hlavně ze série Horizontales) zde také zplaňuje.

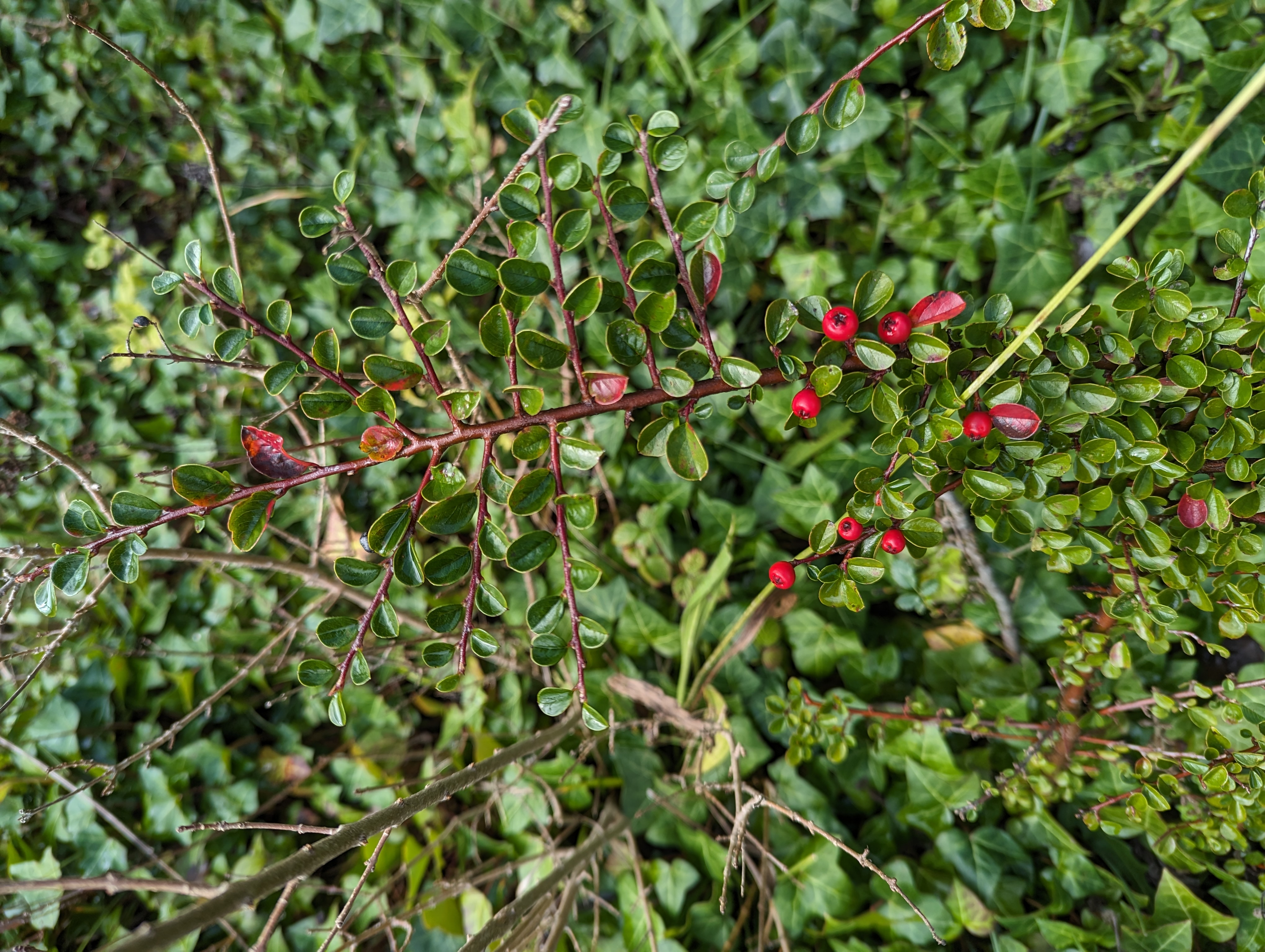
Skalník Hjelmqvistův (serie Horizontales)

- skalník přitisklý (Cotoneaster adpressus) – Indie, Čína, Myanmar; sexuální druh, schopen hybridizace
- skalník rozkladitý (Cotoneaster divaricatus) – Čína, bohatě zplaňuje ve střední Evropě včetně ČR[34]
- skalník vodorovný (Cotoneaster horizontalis), též jako skalník rozprostřený – Čína, Tchaj-wan, Nepál; zplaňuje v západní a střední Evropě včetně ČR, často však zaměňován se dvěma následujícími druhy[35]
- skalník vystoupavý (Cotoneaster ascendens) – Čína, zdomácnělý v západní a střední Evropě[36] včetně ČR[37]
- skalník Hjelmqvistův (Cotoneaster hjelmqvisti) – Čína, zplaňuje v západní a střední Evropě včetně ČR[38]
- skalník jemnošpičatý (Cotoneaster apiculatus) – Čína
- skalník okrouhlolistý  (Cotoneaster rotundifolius) – Himálaj, střední Čína
- skalník dvouřadý (Cotoneaster distichus) – Himálaj
- skalník Simonsův (Cotoneaster simonsii) – Himálaj, Myanmar; hojně zdomácnělý v oceanické západní Evropě[11]
- skalník blyštivý (Cotoneaster nitens) – Čína; černé plodySkalník špičatolistý (sekce Sanguinei, serie Acuminati)

Sekce Sanguinei

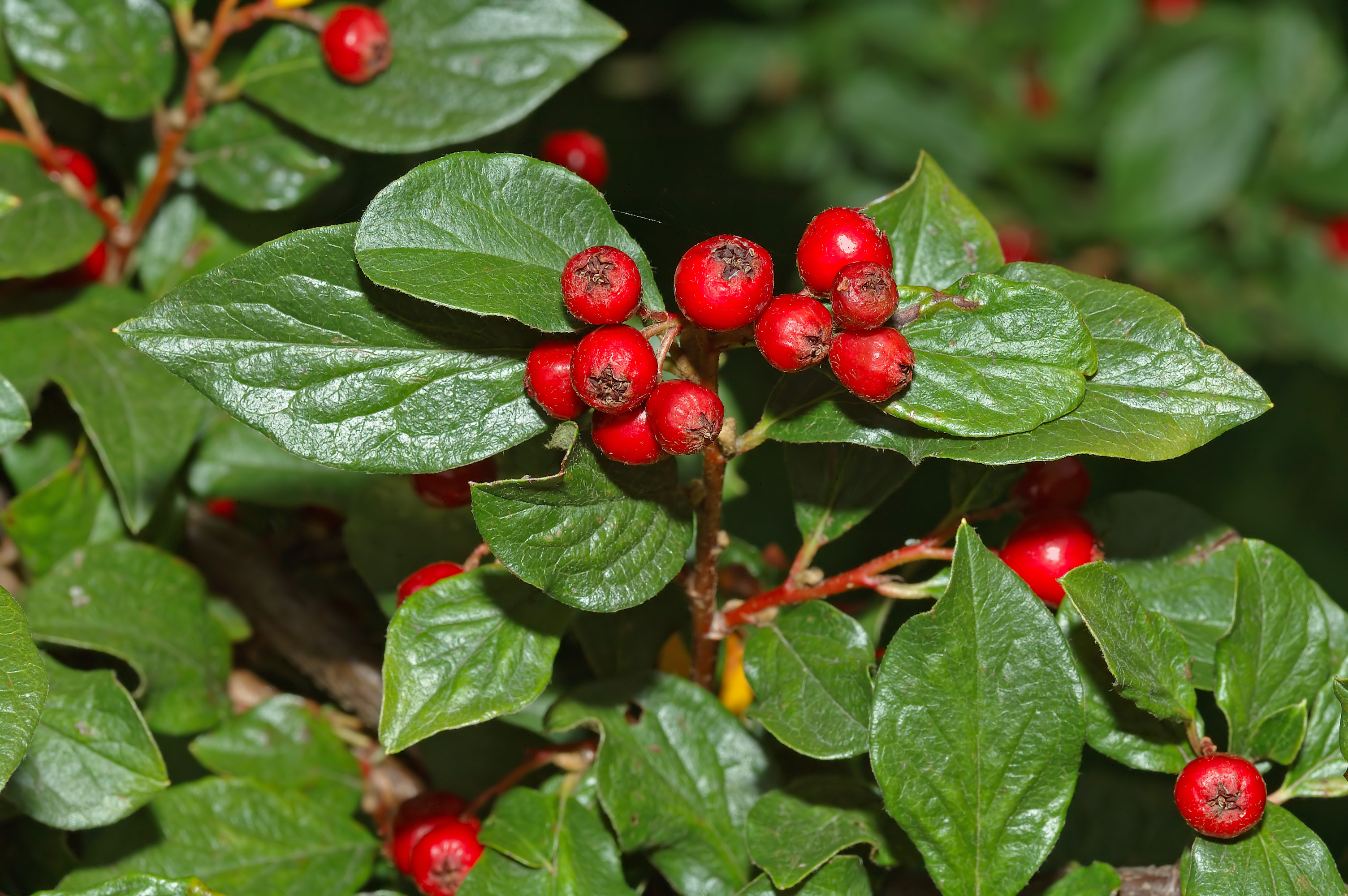
Skalník špičatolistý (sekce Sanguinei, serie Acuminati)

Nepravidelně větvené řídké keře různé velikosti, vesměs opadavé či poloopadavé, časně kvetoucí, obvykle s červenými květy.  
- skalník špičatolistý (Cotoneaster acuminatus) – Himálaj, Čína

Sekce Acutifolii

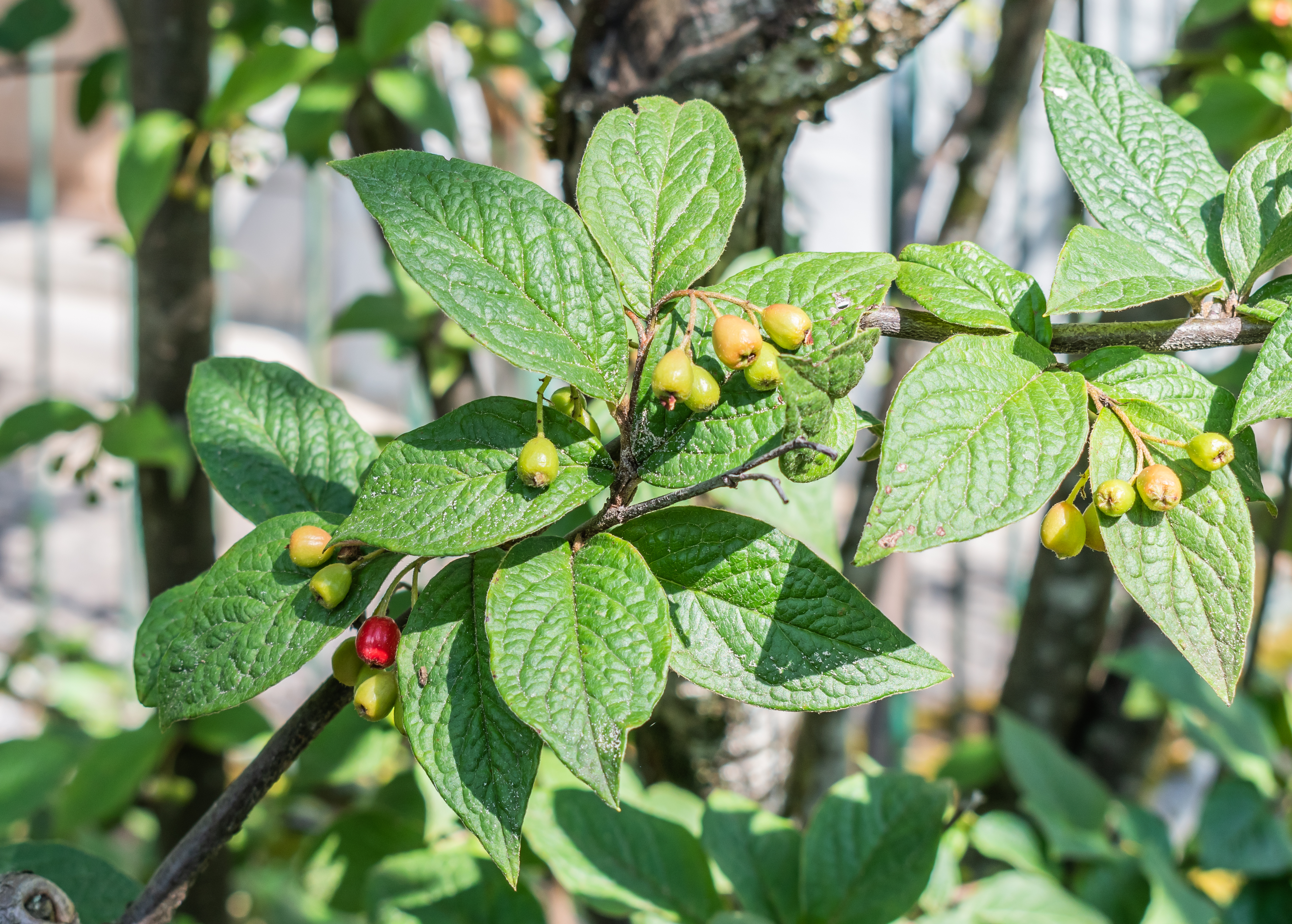
Skalník tmavý (sekce Acutifolii, serie Bullati) v létě

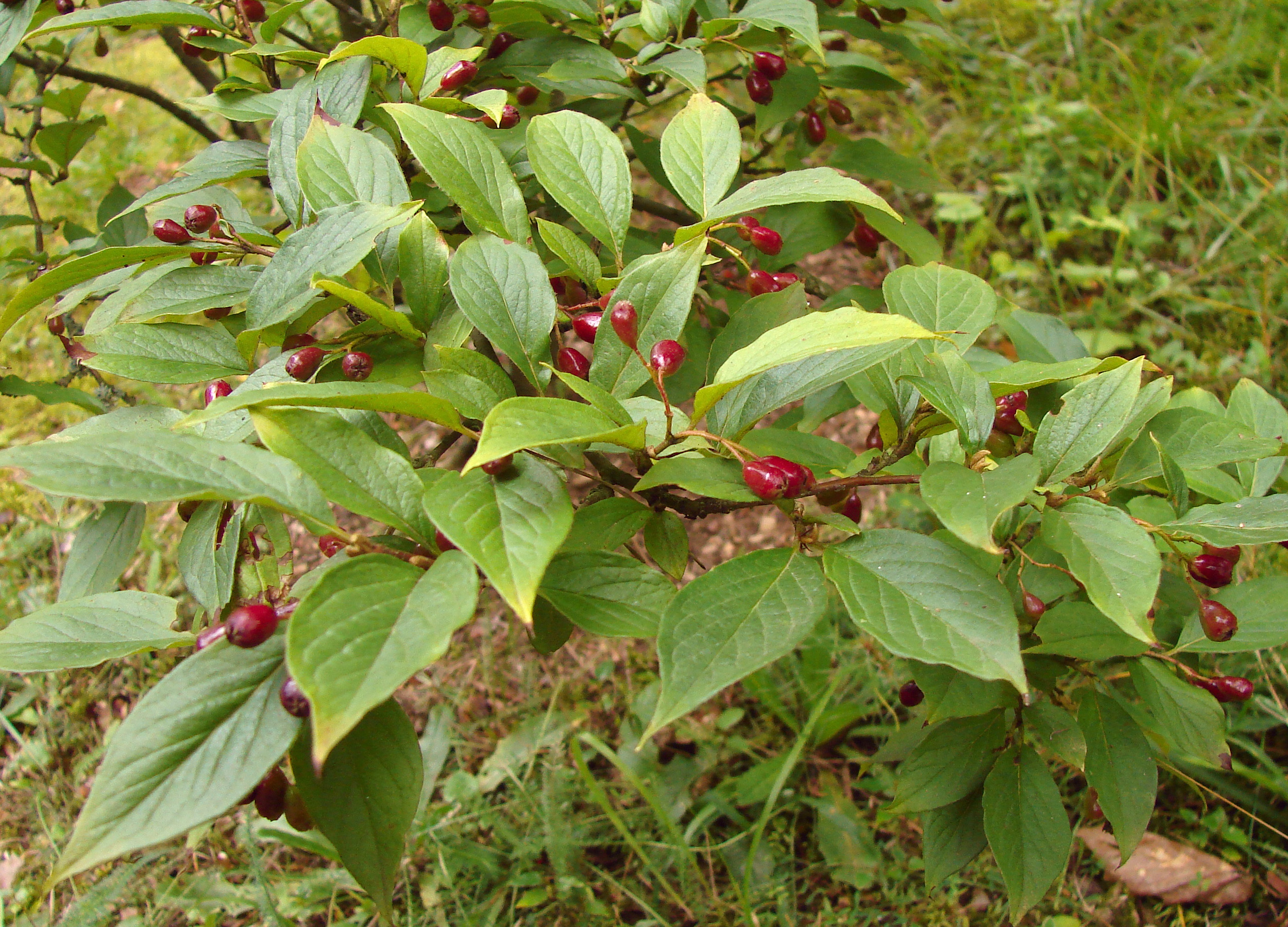
Skalník jamkatý (sekce Acutifolii)

Velké keře či vícekmenné malé stromy, listy poměrně velké, často svraskalé, špičaté, s výrazně vpadlou žilnatinou, na podzim nápadně barevné. Malvice jsou obvykle velké a nápadné, červené, oranžové, tmavě fialové nebo černé. Areálem je kontinentální Čína, Mongolsko, Sibiř, ale též Tibet a Tchaj-wan. Fakultativní apomikti, některé se však rozmnožují i pohlavně. Mnohé jsou sadovnicky atraktivní, v Česku se však pěstují spíše zřídka.
- skalník lesklý (Cotoneaster acutifolius, resp. C. lucidus) – Sibiř, Mongolsko, Čína, Korea; černé plody
- skalník puchýřnatý (Cotoneaster bullatus) – Čína, Tibet
- skalník obojetný (Cotoneaster ambiguus) – Čína
- skalník jamkatý (Cotoneaster foveolatus) – Čína
- skalník západočínský (Cotoneaster moupinensis) – Čína
- skalník síťkovaný (Cotoneaster reticulatus) – Čína
- skalník Rehderův (Cotoneaster rehderi) – Čína
- skalník tmavý (Cotoneaster obscurus) – Čína, Tibet
- skalník huňatý (Cotoneaster villosulus) – Čína; černé plody

Sekce Franchetioides

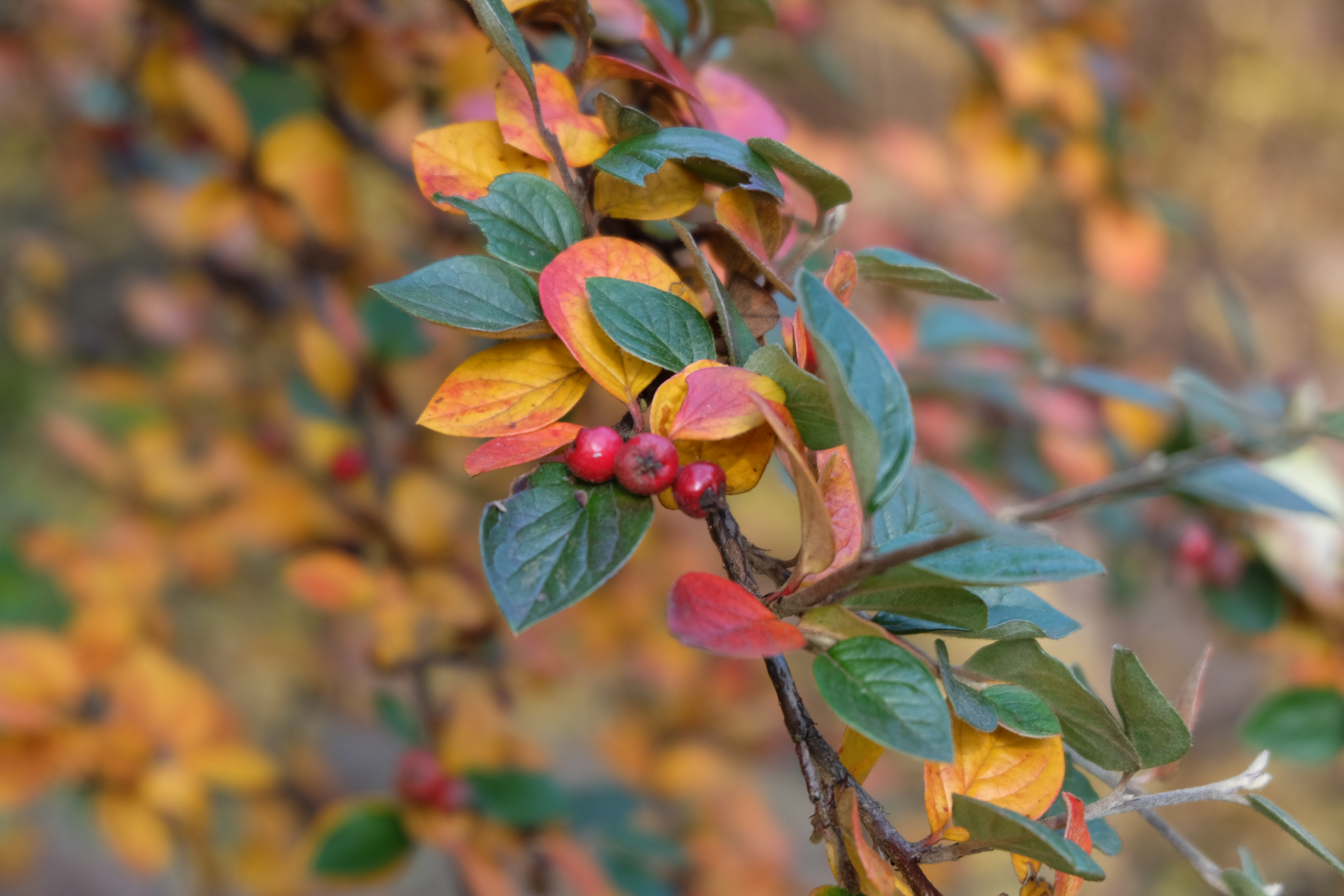
Skalník Dielsův (sekce Franchetioides, serie Dielsiani)

Keře různých velikostí, obvykle husté, mnohokmenné, opadavé (serie Dielsiani) až téměř stálezelené (ser. Franchetioides), s listy mírně svraskalými, vespodu plstnatými. Plody červené nebo oranžové chlupaté malvice. Původní v horských lesích a křovinách Číny, Tibetu, Barmy, často pěstovány. 
- skalník Franchetův (Cotoneaster franchetii) – Čína, Myanmar, Thajsko
- skalník Dielsův (Cotoneaster dielsianus) – Čína
- skalník skvělý (Cotoneaster splendens) – Čína
- skalník líbezný (Cotoneaster amoenus) – Čína
- skalník Wardův (Cotoneaster wardii) – jihovýchodní Tibet

Sekce Megalocarpi
Malé až velké opadavé keře se vzpřímeným květenstvím. Areál od Dálného východu po hory Střední Asie.
- skalník růžový (Cotoneaster roseus) – Pákistán, Afghánistán, západní Himálaj
- skalník mongolský (Cotoneaster mongolicus) – okolí Bajkalu, Mongolsko, Čína
- Cotoneaster megalocarpus – Střední Asie, Mongolsko

### PodrodChaenopetalum

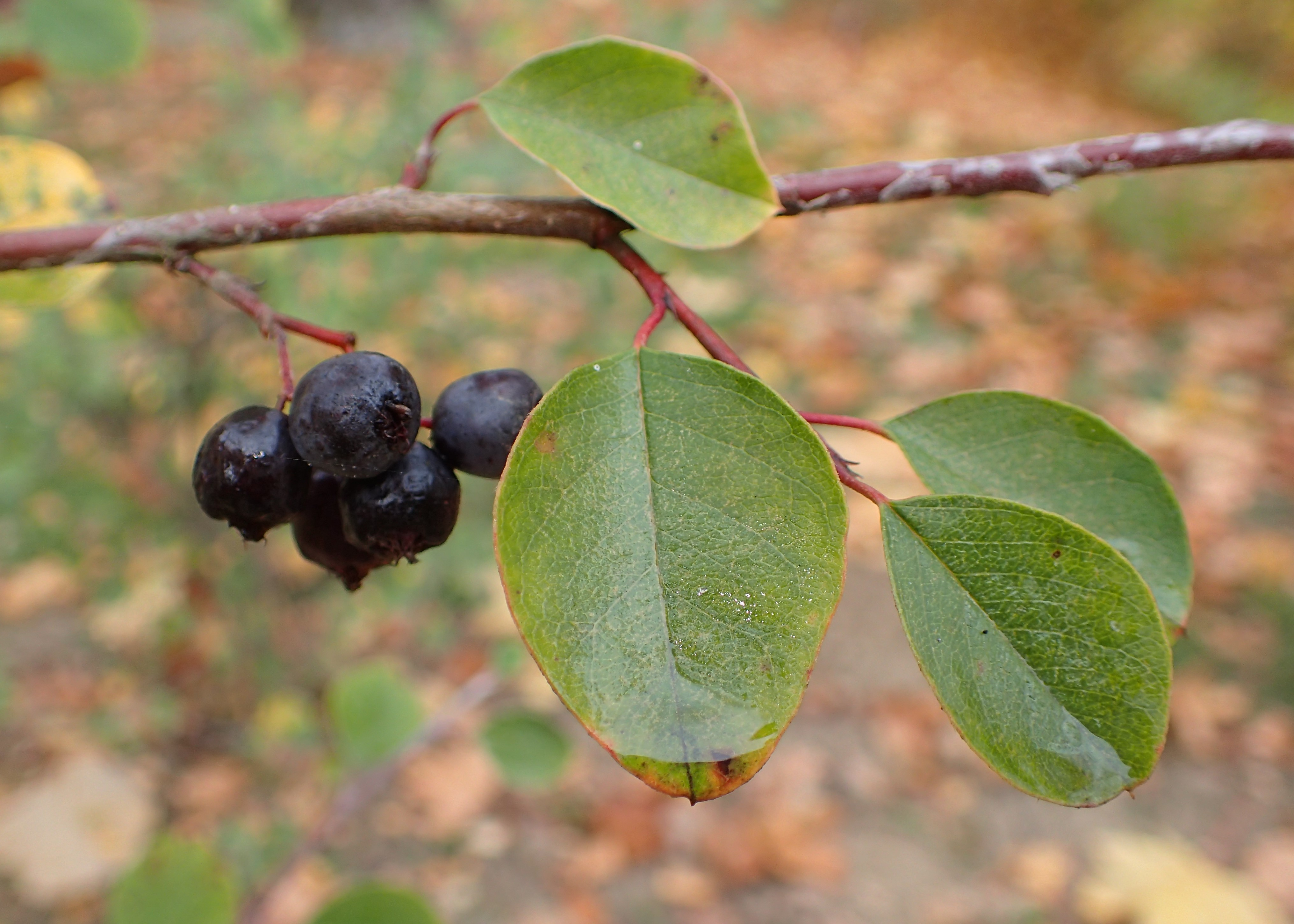
Skalník krétský (sekce Chaenopetalum, serie Racemiflori)

Stálezelené, poloopadavé i opadavé keře. Květy jsou nejčastěji krémově nebo čistě bílé, korunní plátky široce rozevřené, rozkvétají naráz.
Sekce Chaenopetalum

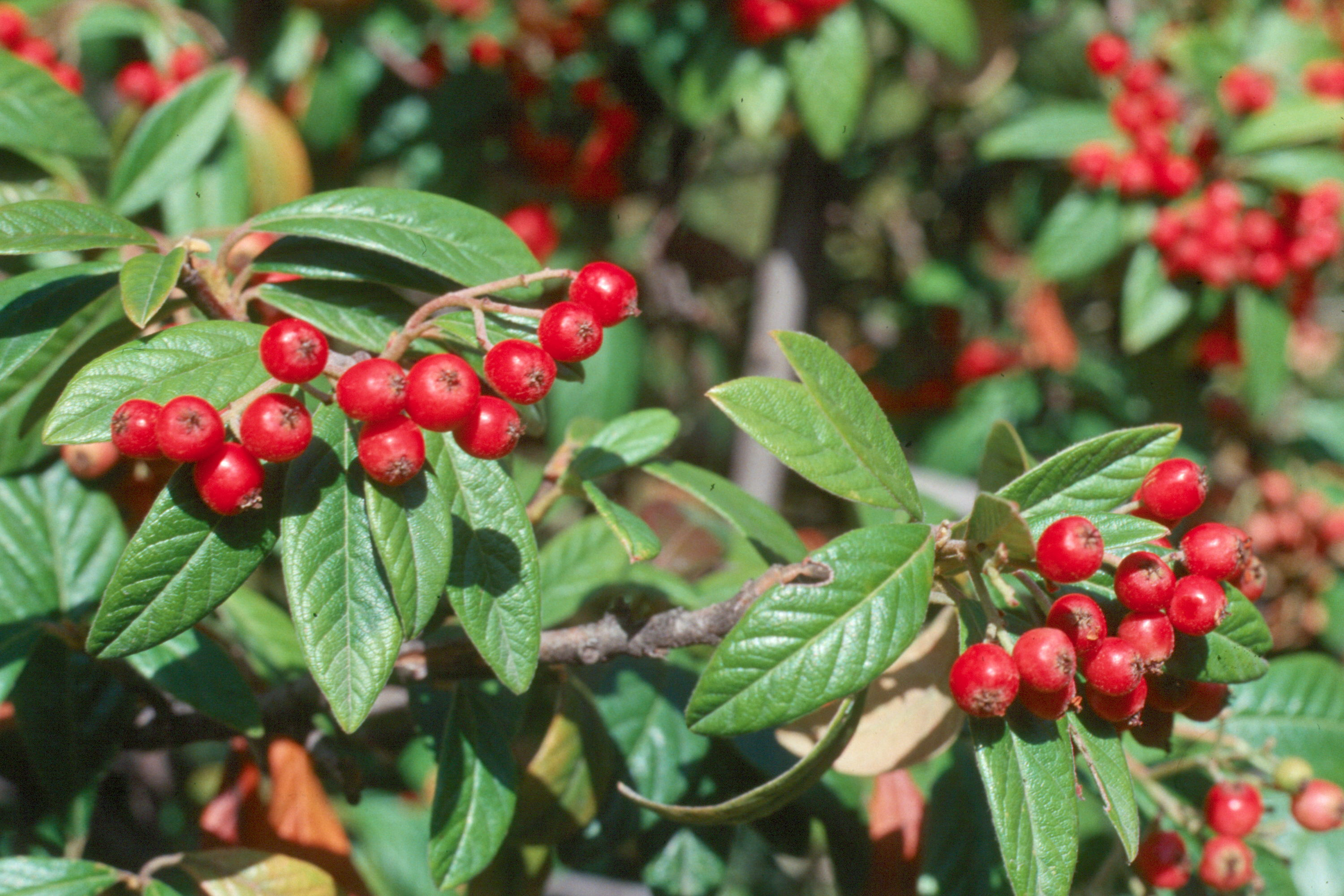
Skalník Watererův ze sekce Densiflori

Veliká sekce zahrnující drobné i veliké keře až mnohokmenné stromy, opadavé či poloopadavé. Mají často bohatá kompaktní květenství a plodenství. Původní areál jsou převážně hory Himálaje, Střední Asie a Kavkazu, série Racemiflori zasahuje přes Středomoří až na sever Afriky mnoha apomiktickými druhy, často stenoendemity.
- skalník chladnomilný (Cotoneaster frigidus) – Himálaj
- skalník Watererův (Cotoneaster ×watereri) – kulturní kříženec
- skalník hroznatý (Cotoneaster racemiflorus) – jihozápadní a Střední Asie, Himálaj, hory Indočíny
- skalník vejčitý (Cotoneaster ovatus) – jihozápadní Asie
- skalník obvejčitý (Cotoneaster obovatus) – Indie, Pákistán, Kašmír
- skalník výborný (Cotoneaster insignis) – Střední Asie, Írán
- skalník afghánský (Cotoneaster afghanicus) – Afghánistán, Kašmír
- skalník perský (Cotoneaster persicus) – Írán, Pákistán
- skalník přítupý (Cotoneaster subacutus) – hory Střední Asie
- skalník atlaský (Cotoneaster atlanticus) – Alžírsko, Maroko
- skalník krétský (Cotoneaster creticus) – endemit Kréty

Sekce Multiflori

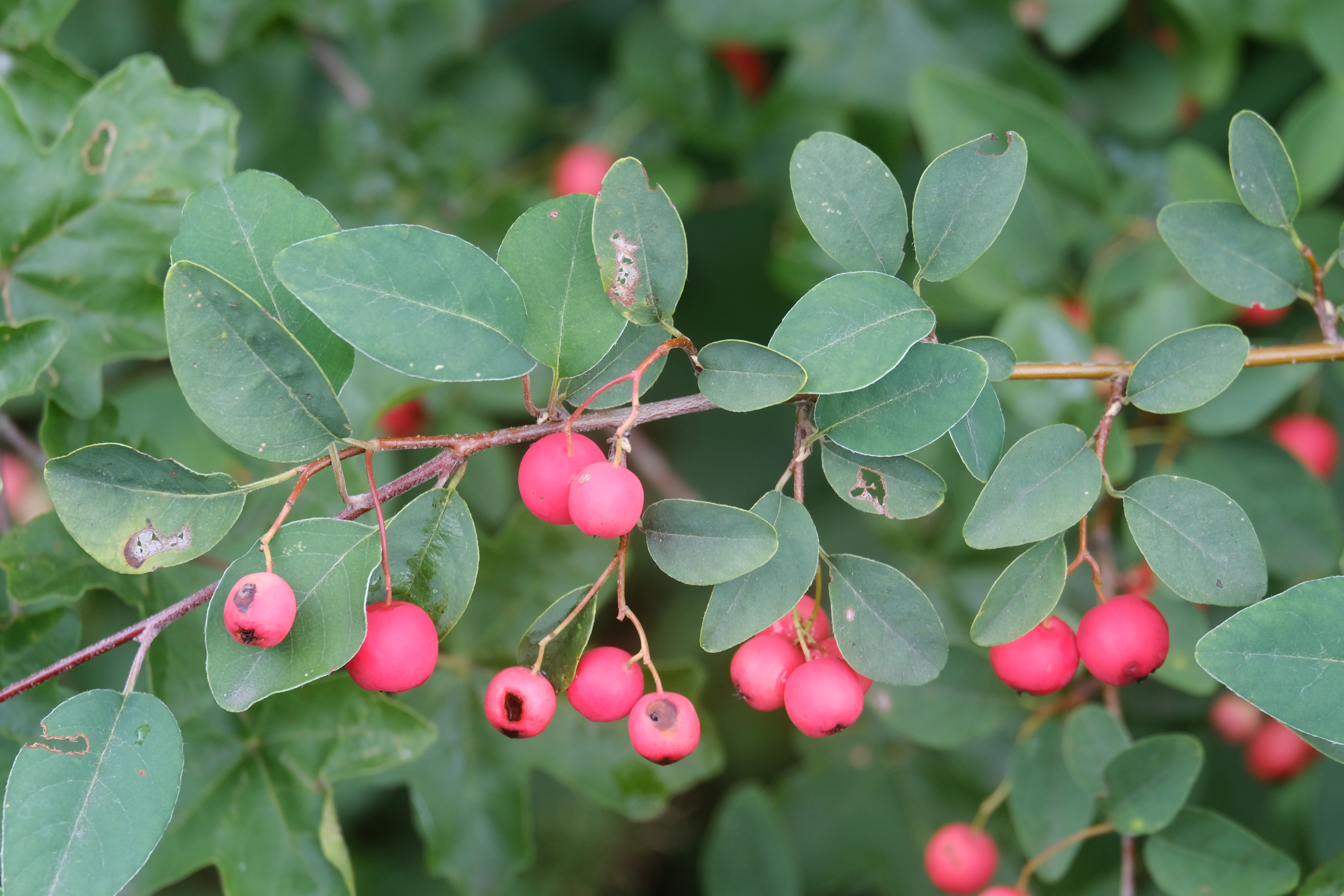
Skalník mnohokvětý (sekce a série Multiflori)

Velké keře či malé stromy, opadavé, rozvolněná bohatá květenství a často dosti veliké plody, obvykle s pevně srostlými semeny. Převážně hory Střední Asie a Číny.
- skalník mnohokvětý (Cotoneaster multiflorus) – Kazachstán; zplaněle též v Evropě včetně ČR[39]
- skalník chlupatolistý (Cotoneaster hebephyllus) – jižní Čína, Himálaj, Myanmar
- skalník hupejský (Cotoneaster hupehensis) – Čína
- skalník velkolepý (Cotoneaster magnificus) – Čína
- skalník jednosemenný (Cotoneaster monopyrenus) – Čína
- skalník Veitchův (Cotoneaster veitchii) – Čína

Sekce Densiflori

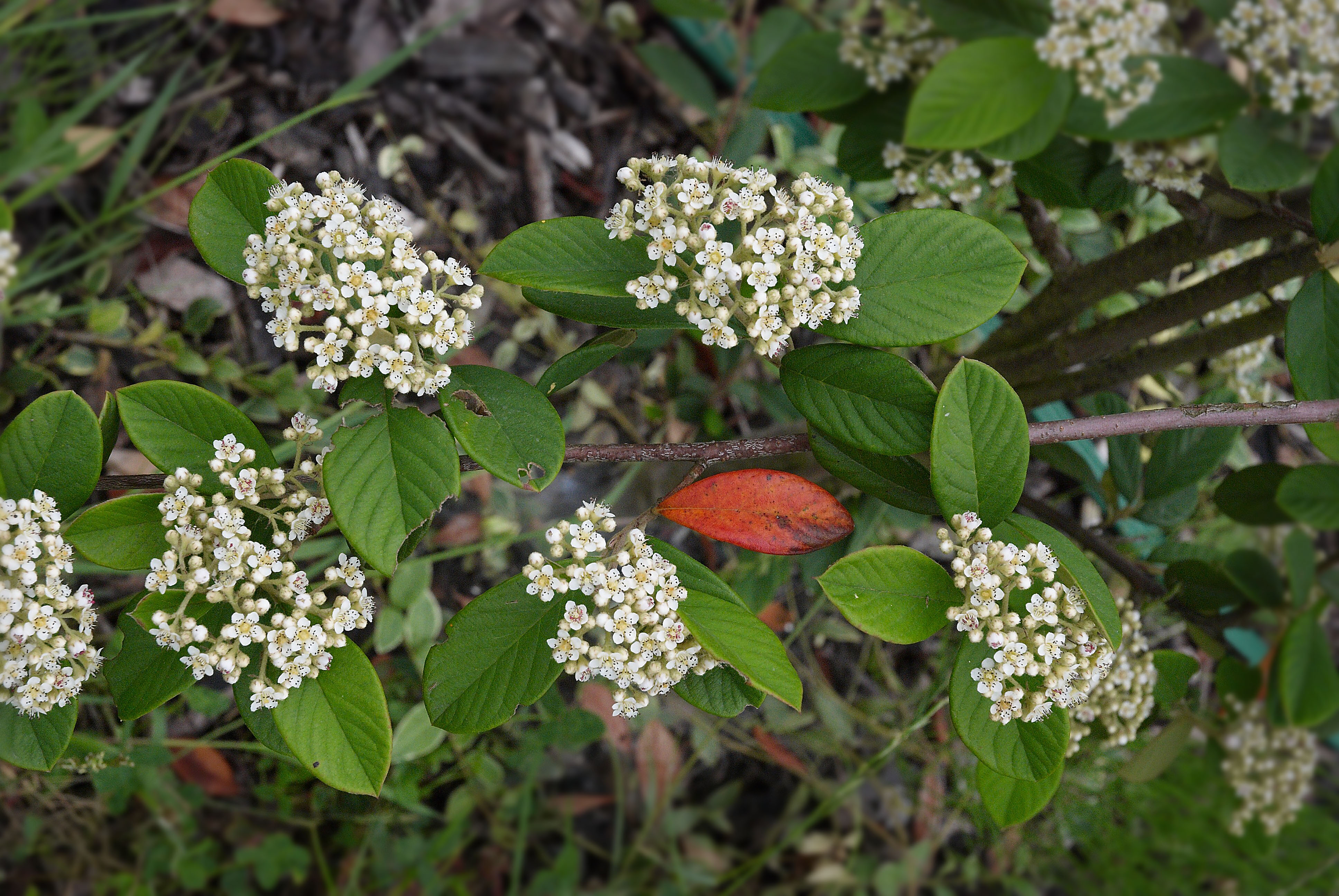
Kvetoucí skalník bílý (sekce Densiflori, serie Pannosi)

Velké keře nebo malé stromy, stálezelené, s tuhými kožovitými listy, bohatým květenstvím a drobnými malvicemi. Původní v horských smíšených i laurofylních lesích a křovinách Číny, Indie, Vietnamu. Některé druhy (např. skalník vrbolistý nebo Henryho) jsou schopny se generativně rozmnožovat a dále křížit. Pro svůj estetický habitus velmi často pěstovány. 
- skalník vrbolistý (Cotoneaster salicifolius) – Čína, řada kultivarů včetně plazivých
- skalník olysalý (Cotoneaster glabratus) – Čína
- skalník Henryho (Cotoneaster henryanus) – Čína
- skalník bílý (Cotoneaster coriaceus, syn. C. lacteus) – Čína
- skalník sivolistý (Cotoneaster glaucophyllus) – Čína, Himálaj
- skalník suknovitý (Cotoneaster pannosus) – Čína
- skalník brčadlovitý (Cotoneaster turbinatus) – Čína

Sekce Alpigeni

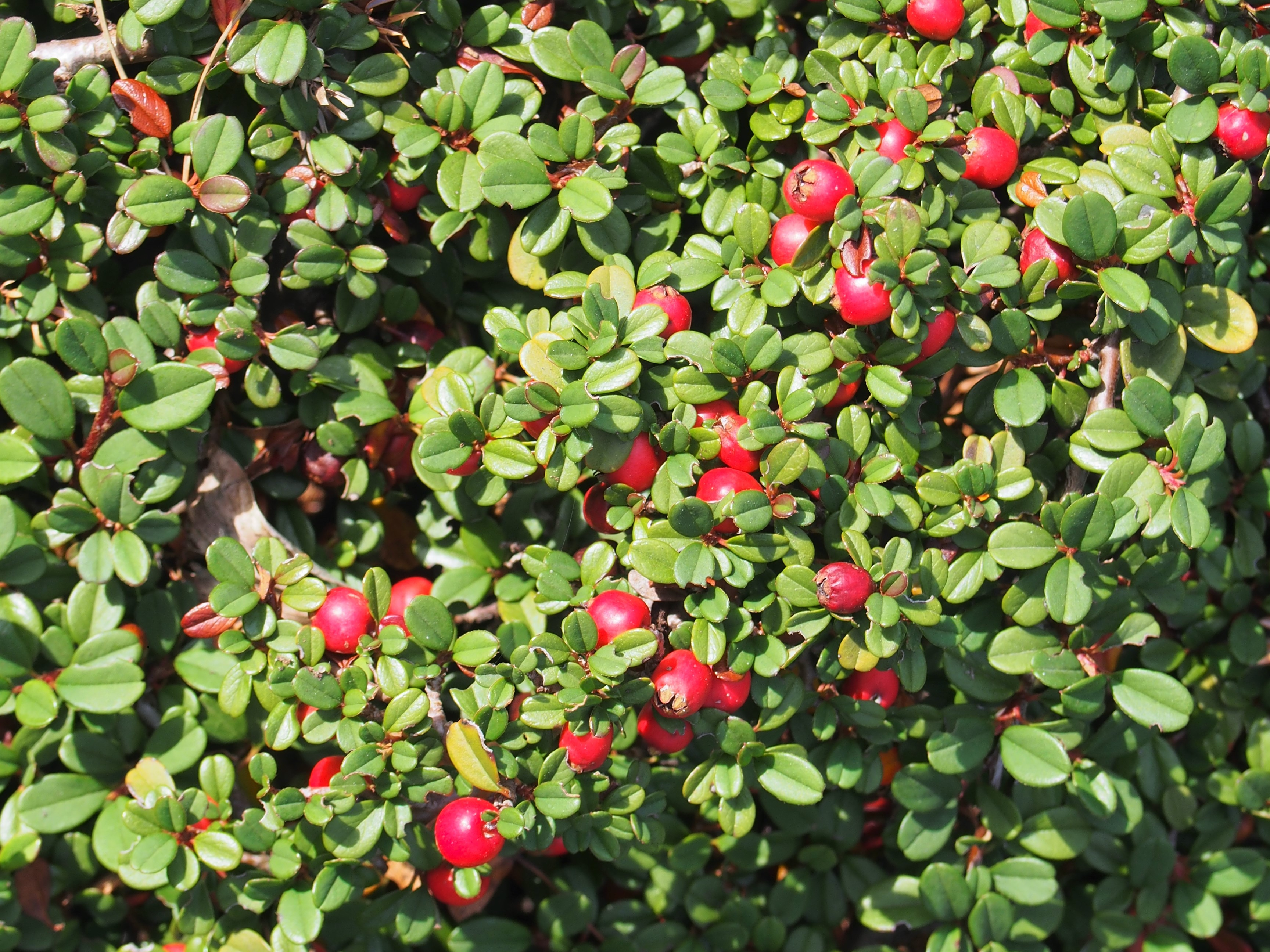
Přitisklý stálezelený skalník drobnolistý ze sekce Alpigeni

Nízké až plazivě rostoucí, hustě zavětvené keře, vesměs stálezelené, zřídka poloopadavé, s drobnými tuhými listy. Poléhavé větve často zakořeňují (v seriích Radicantes, Microphylli). Původní ve velehorách Číny, Indie, Nepálu, často v subalpínském až alpínském stupni. Řada druhů z této sekce je schopna se dále křížit. Velmi často jsou tyto skalníky pěstovány jako odolné půdopokryvné dřeviny v mnoha odrůdách a varietách včetně kulturních hybridů (Cotoneaster ×suecicus a další).
- skalník zimostrázolistý (Cotoneaster buxifolius) – Indie
- skalník úhledný (Cotoneaster conspicuus) – Tibet
- skalník stěsnaný (Cotoneaster congestus) – Himálaj, Čína
- skalník drobnolistý (Cotoneaster microphyllus) – Himálaj
- skalník Dammerův (Cotoneaster dammeri) – Čína
- skalník švédský (Cotoneaster ×suecicus) – kulturní kříženec, množství kultivarů

## Využití

### Okrasné pěstování
Skalníky patří k nenáročným a velmi často pěstovaným okrasným dřevinám s všestranným využitím a pro tento účel bylo vyšlechtěno množství kultivarů a kříženců. Jejich hlavním estetickým účinkem jsou především nápadné plody různých barev, velikostí a tvaru, které vytrvávají na keřích dlouho do zimy, a také olistění – u opadavých druhů zvláště na podzim, kdy se barví do nápadných žlutých, oranžových, červených nebo červenohnědých barev, u stálezelených po celý rok; existuje též několik kultivarů s variegovanými listy, např. často pěstovaný Cotoneaster atropurpureus 'Variegatus' (obvykle prodávaný jako C. horizontalis). V podrodu Chaenopetalum je dekorativní též kvetení výraznými, ovšem nepříliš příjemně aromatickými kvítky, u některých druhů v bohatých květenstvích.
Poléhavé druhy (např. skalník Dammerův a jeho kříženci, skalník drobnolistý) jsou pěstovány jako půdopokryvné dřeviny a jako náhrada trávníku, hodí se i na skalky nebo vřesoviště. Vzrůstnější (skalník mnohokvětý, vrbolistý, Watererův, lesklý, puchýřnatý a další) lze pěstovat samostatně či ve skupinách jako parkové solitéry či kulisy. Drobné druhy se hodí pro přenosnou výsadbu do nádob i na tvorbu bonsají. Skalníky mají vesměs velmi dobrou regenerační schopnost, takže se dobře tvarují a i po radikálním zmlazení znovu obrůstají, mnohé lze vidět i jako volně rostoucí či stříhané živé ploty. Působivých forem např. do uličních stromořadí lze dosáhnout roubováním skalníků na vysokokmennou podnož z jeřábu nebo hlohu.
Skalníky se dobře množí stratifikovanými semeny i řízkováním, u plazivých zakořeňujících druhů též odkopky. Jako jiné příbuzné rody jsou skalníky náchylné na napadení bakteriální spálou růžovitých; při pěstování je vhodná pravidelná kontrola a výsadba rezistentních odrůd.

### Ostatní
V asijských zemích jsou mnohé druhy skalníků součástí tradiční lidové medicíny. Odvary z listů, mladých větví, květů, méně často i plodů byly využívány k ošetřování celé řady neduhů, jako jsou různé záněty, krvácející rány, hemeroidy, silná menstruace, bronchitida, ale též malárie, diabetes, ledvinové kameny či novorozenecká žloutenka. Moderní fytochemické výzkumy potvrdily v pletivech skalníků bohatý obsah flavonoidů, proanthokyanidinů, fytoalexinů a fenolických kyselin, což ukazuje jejich dobrý antioxidační a antimikrobiální potenciál a možnost jejich využití při podpůrné léčbě řady chorob včetně Alzheimerovy nemoci a zmíněné novorozenecké žloutenky. Plody skalníku celokrajného byly dříve lokálně používány k zastavení průjmů, zahuštěná šťáva z mladých větví bohatá na cukry je na Blízkém východě konzumována jako mana.
 

V některých oblastech (např. na Britských ostrovech) jsou skalníky cíleně pěstovány jako včelí pastva, zřídka i k produkci druhových medů; skalníkový med má světle zlatou barvu a jemnou vůni. Dřeva vzrůstnějších druhů lze využít v řezbářství. 

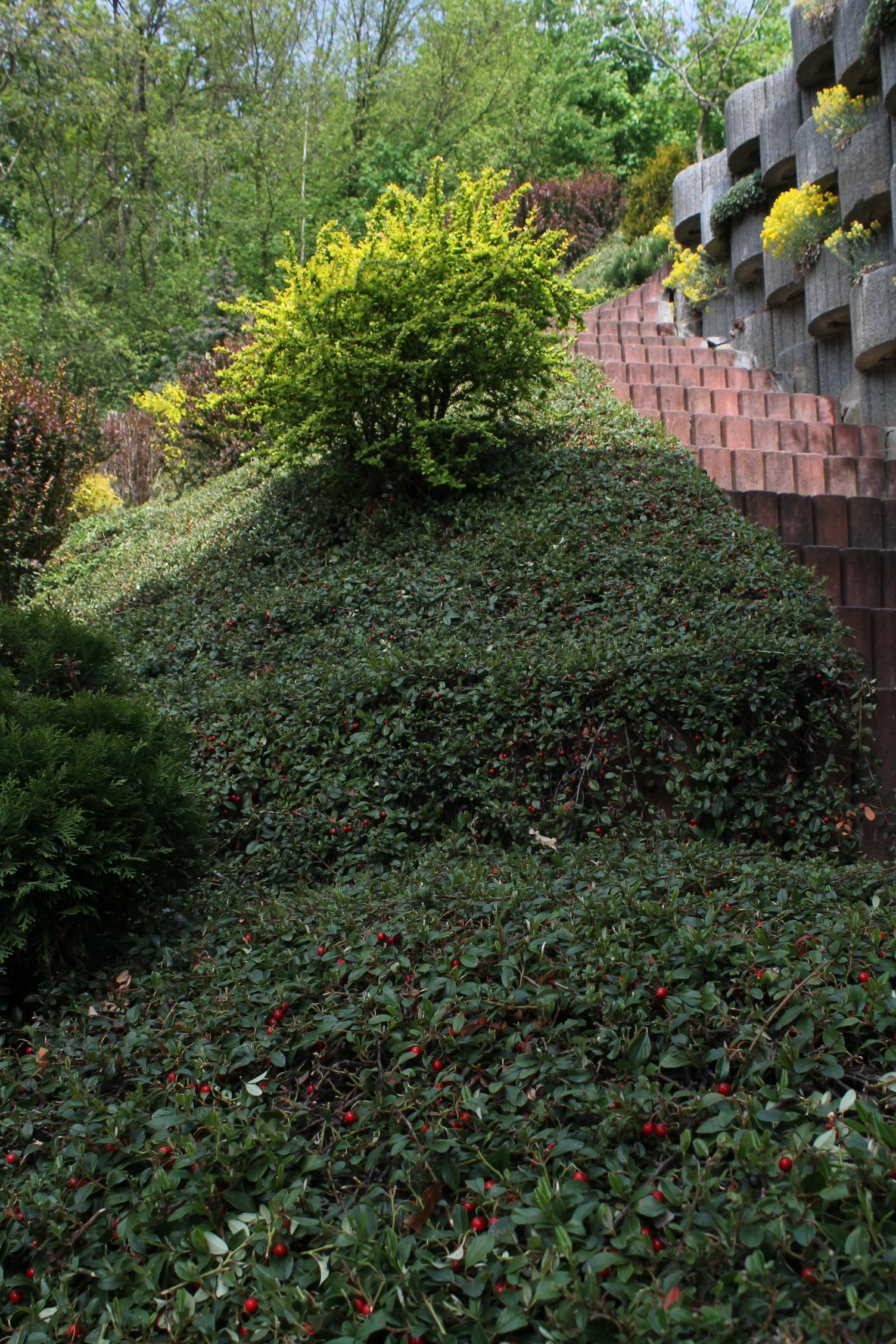
V půdopokryvné výsadbě
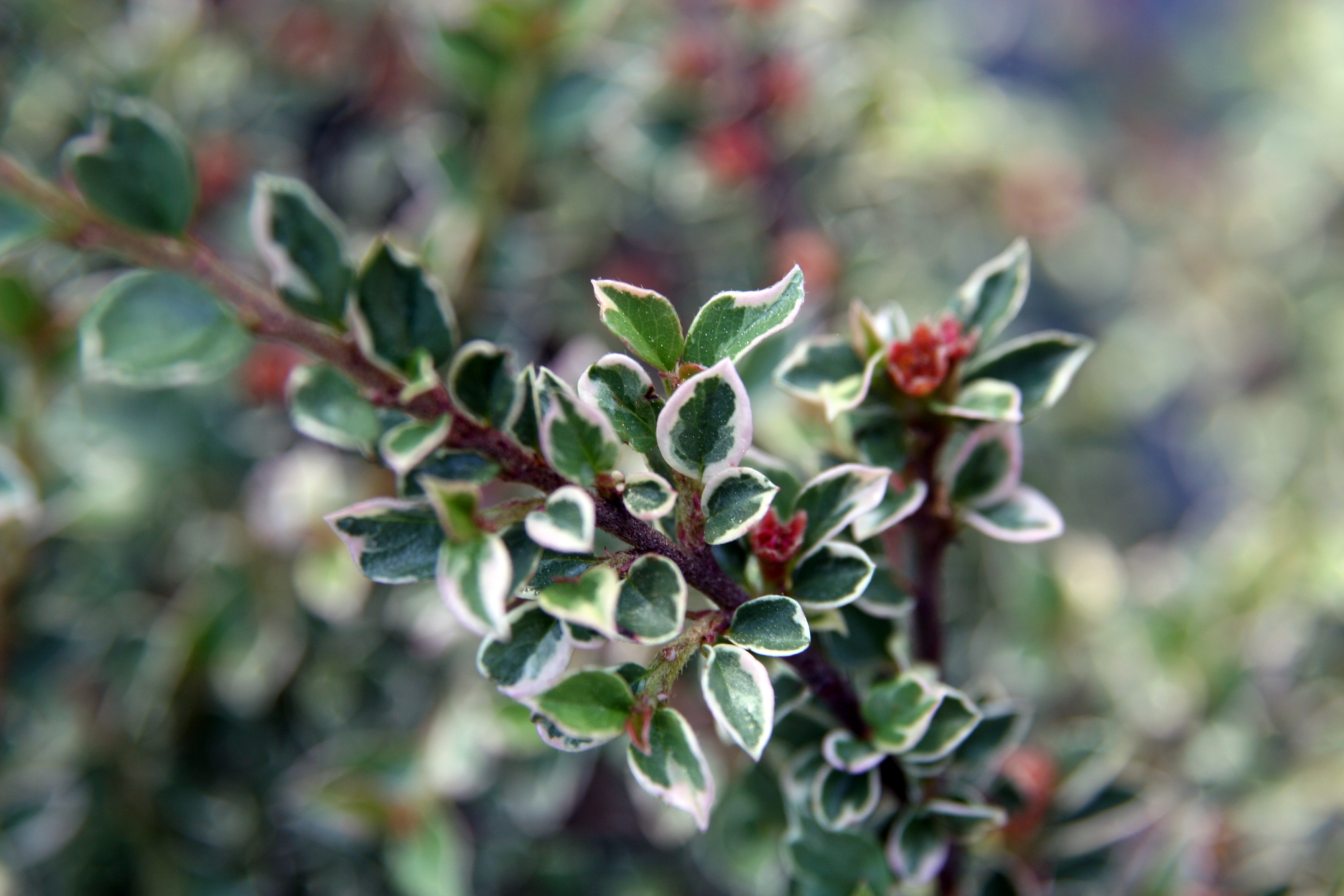
Variegovaný kultivar (C. atropurpureus 'Variegatus')
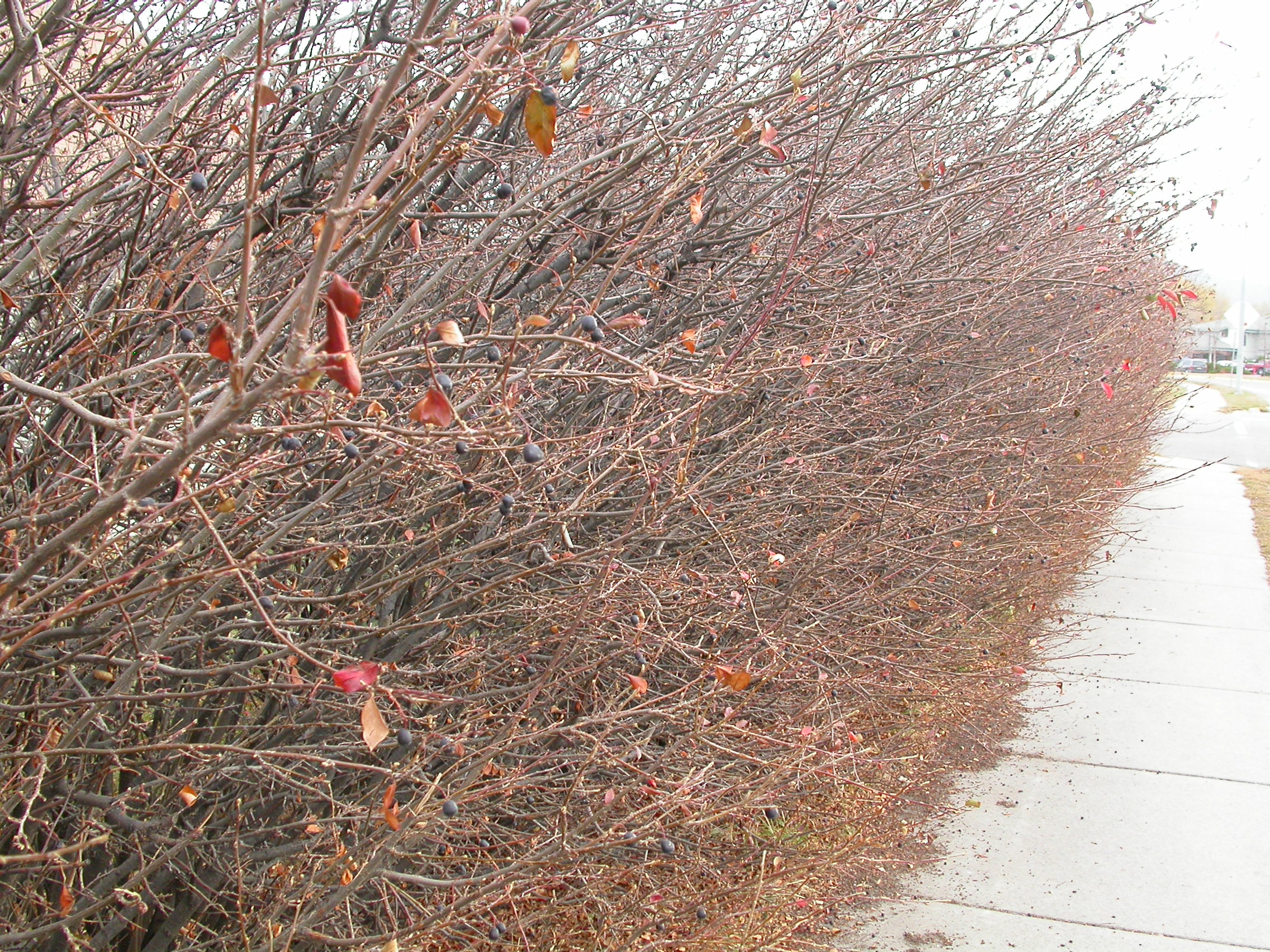
Živý plot z opadavého skalníku lesklého v zimě
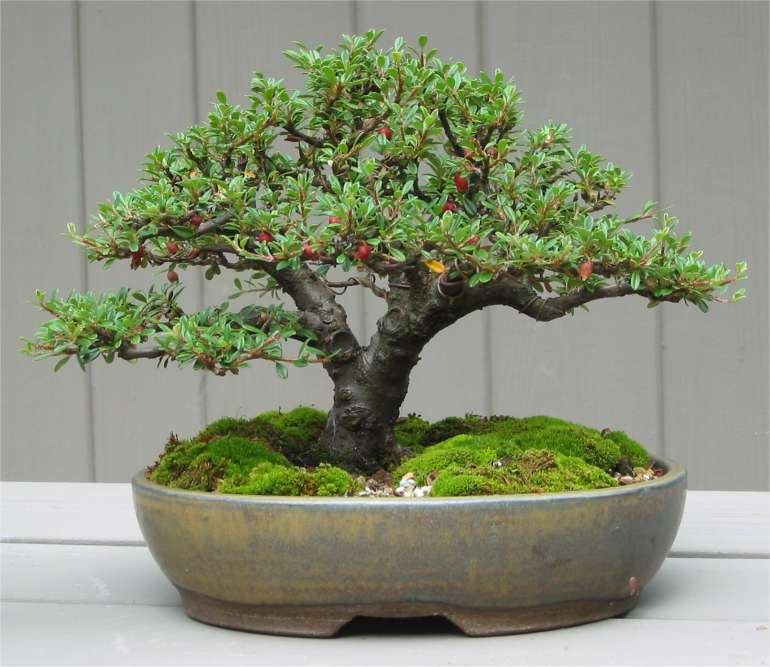
Skalník jako bonsaj
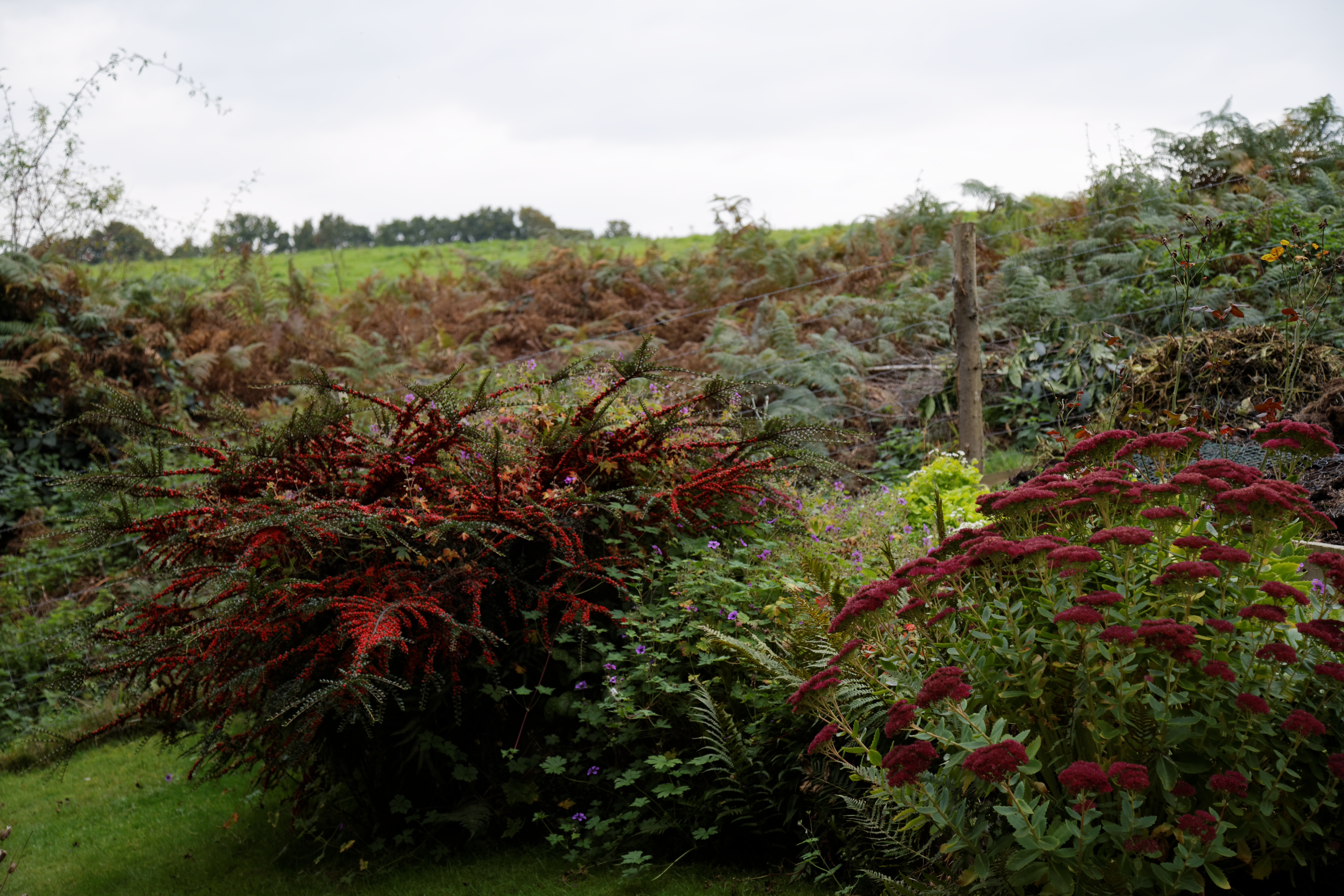
Keř skalníku rozprostřeného (vlevo) zakomponovaný do zahradní výsadby
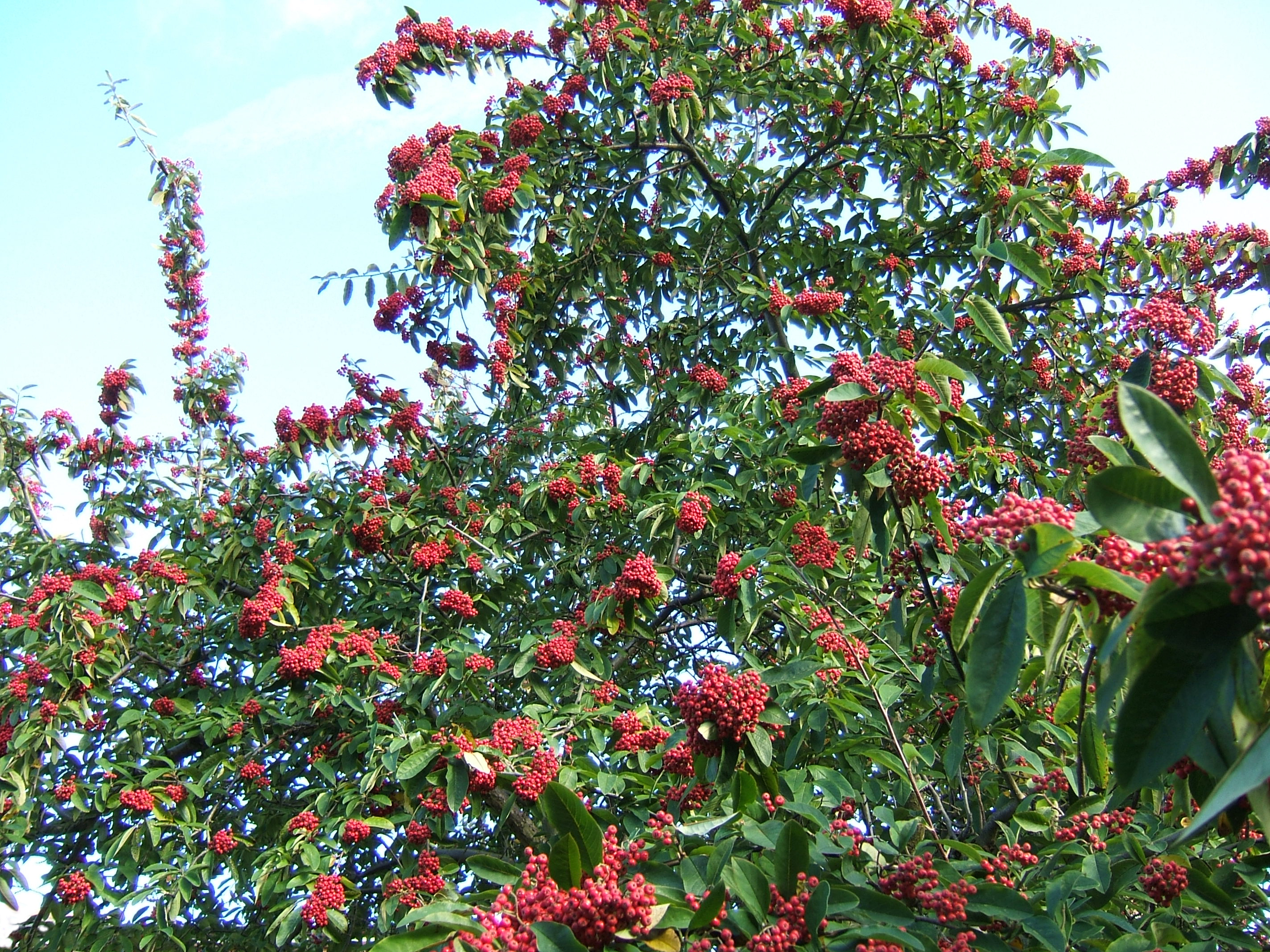
Vzrůstný skalník chladnomilný
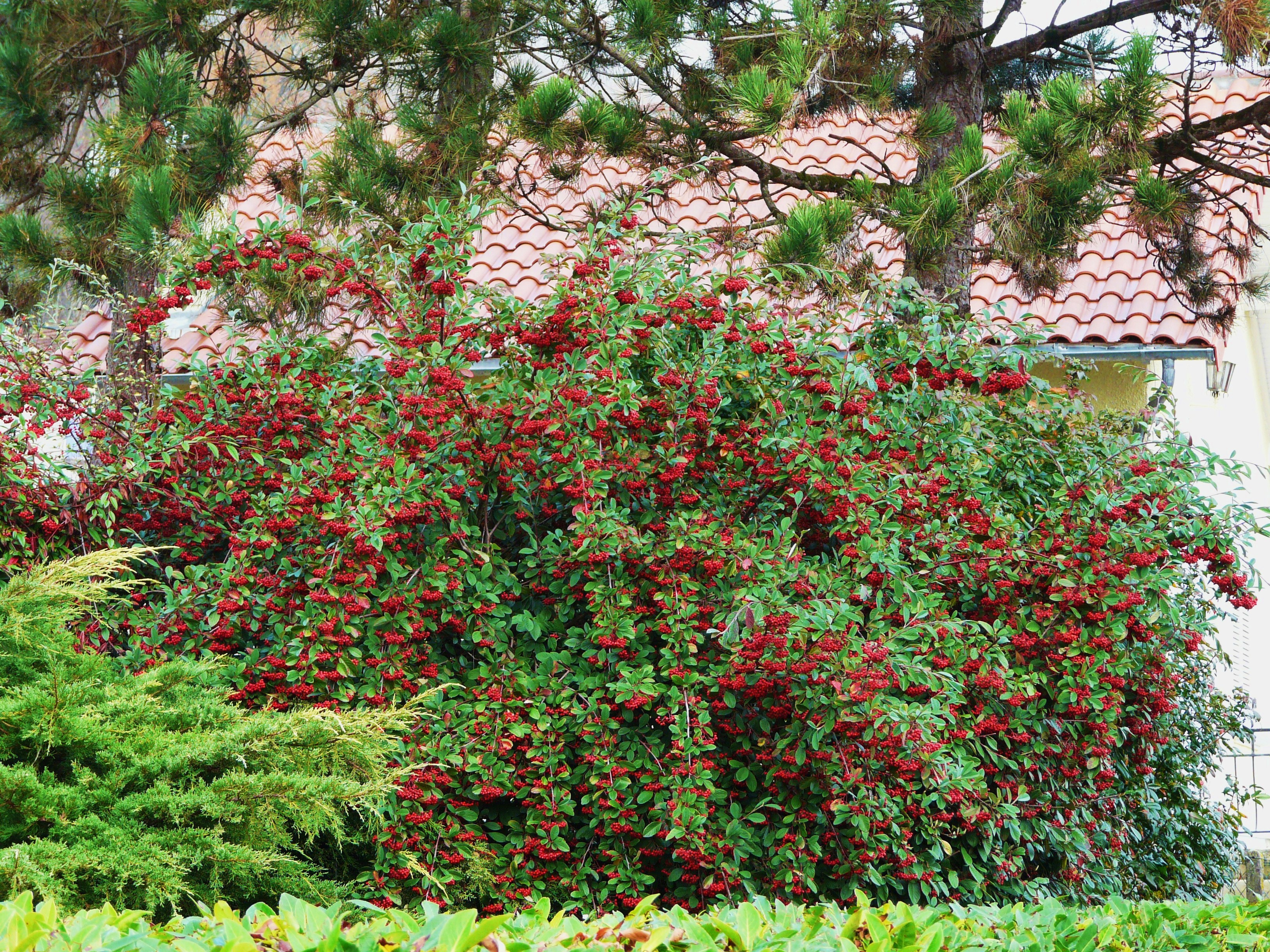
Skalník bílý
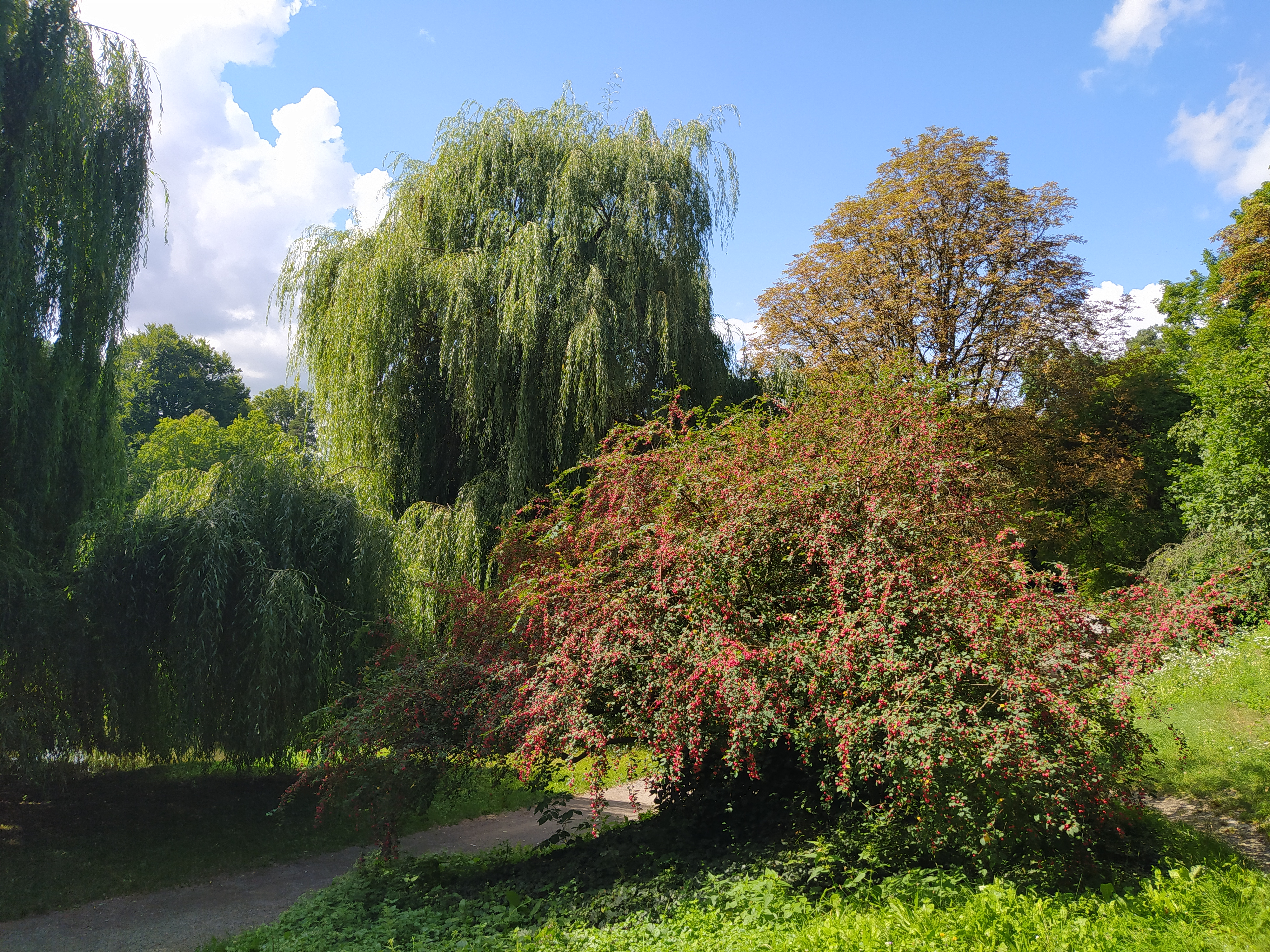
Skalník mnohokvětý